# 八男って、それはないでしょう!
『八男って、それはないでしょう！』（はちなんってそれはないでしょう）は、 Y.Aによる日本のライトノベル。略称は「八男」。小説投稿サイト「小説家になろう」にて2013年6月から2017年3月まで連載され、完結後に外伝作品「八男って、それはないでしょう！ みそっかす」を同サイトにて2017年3月より連載されている。書籍版はMFブックス（KADOKAWA）にて2014年4月から刊行されている。イラストは藤ちょこ。2020年5月時点でシリーズ累計部数は270万部を突破している。
メディアミックスとして、楠本弘樹によるコミカライズが『カドコミ』（KADOKAWA）にて2015年4月から連載されている。2025年1月時点で電子版を含めたコミックス累計部数は363万部を突破している。テレビアニメ化もされ、2020年4月よりAT-Xほかにて放送された。

## あらすじ
プロローグ
二流商社に勤める主人公・一宮信吾がある朝目覚めると、そこは異世界の貧乏貴族の家で、自分がその家の八男、ヴェンデリン・フォン・ベンノ・バウマイスター（5歳、愛称は「ヴェル」）になっていることに気付く。下級貴族とはいえ実家の困窮ぶりに「今から行動しなければ人生早々に詰む」と考えたヴェンデリン。書斎に置かれていた魔法球で自分に魔法の才能があることを発見した彼は、同じく書斎にあった教本を参考に自己流の修業を始めるものの、当の家族からも半ば放置されている環境だった。
ある日採取に入った森で「語り死人」となった魔法使いアルフレッド・レインフォード（愛称は「アル」）と出会う。アルが語り死人になったのは30年という短い生涯の中で身に着けた魔法と己の資産を託せる弟子を求めていたからだった。その日から2週間かけてアルから魔法の要訣を学んだヴェンデリンは最終日に教えられた聖魔法でアルを浄化する。
長男であるクルトの結婚と共に次男以下の兄4人は陪臣の家に婿入りするか領地を出て自活することとなり、五男のエーリッヒ含めた3人は家を出ていくがまだ幼いヴェンデリンは放任されつつも実家に残ることとなる。それから約6年の間にヴェンデリンは領内の未開地を駆けまわり、大雑把ながら地図を描いたり海や鉱山などで塩や貴金属を魔法で精製するなど実益を兼ねた修行を続ける。
冒険者予備校
12歳になったヴェンデリンは冒険者になるために、実家を出て隣のブライヒレーダー辺境伯領の領都・ブライヒブルクにある冒険者予備校に特待生として入学する。そこで友人、後には家臣、更に重臣となるエルヴィン、及び側室となるルイーゼ、イーナたちと出会う。
4人はバウマイスター家の寄親であり、ルイーゼとイーナの主君であるブライヒレーダー辺境伯主催の園遊会に出席する羽目となる。ヴェンデリンは将来の強力な後ろ盾となるブライヒレーダー辺境伯とアルフレッドの師匠である練達の魔法使いブランターク・リングスタットと知己となる。ヴェンデリンはアルフレッドの正式な相続人と認められ、一生遊んで暮らせる程の遺産と豪邸を受け継いだ。
竜殺しの英雄
王都で役人をしている兄エーリッヒの結婚式に出席するため、ヴェンデリンと友人達及びブランタークは魔導飛行船で王都に向かった。しかし飛行船は伝説級の古代竜、それも骨だけとなったアンデッドに追跡される。ヴェンデリンはブランタークの補佐を受けながら師匠譲りの聖魔法で古代竜を浄化し、活動停止させた。有り得ないデビュー戦であった。
ヴェンデリンの存在は直ちに国王以下中央の大物貴族たちに知れ渡り、あれよあれよと言う間に王城の謁見の間で独立した「準男爵」としての地位を与えられ、数百年振りという名誉ある双竜勲章を受勲した。回収した古代竜の素材は財務担当卿が出し渋る程の高額で買い取られた。そして既にヴェンデリンは「竜殺しの英雄」として王都で知らぬ者が無いほどの有名人となっていた。
「貴族当主」となったヴェンデリンは未成年にも拘わらず、長年王都開発のネックとなっていたパルケニア草原の主、老属性竜グレードグランド討伐の強制従軍命令を受ける。王宮筆頭魔導士クリムト・クリストフ・フォン・アームストロング、ブランタークと共に、戦略級風魔法でグレードグランドを葬り去る。2度目の双竜勲章を受勲すると共に男爵に陞爵した。
教会からも注目されるヴェンデリンは聖教会本部から本洗礼を受ける事となる。洗礼を担当した教会の重鎮ホーエンハイム枢機卿からお茶に招かれ、彼の執務室で孫娘であるエリーゼを紹介される。抗う間もなくエリーゼを正妻とする婚約がととのってしまった。前世も小市民であったヴェンデリンには、この流れに歯向かう事など出来よう筈が無かった。
冒険者生活の始まり
15歳になり（この世界での）成人を迎えたヴェンデリン以下、エリーゼを交えた5人の冒険者生活が始まる。するとブランタークを通じて、普通なら新人パーティーには有り得ない危険な封印遺跡の王国強制探索依頼が届く。古代魔法文明時代における魔道具造りの第一人者イシュルバーク伯爵の手になる、その遺跡は数々の罠が張り巡らされた危険なものであったが、何度か死を覚悟しながらも辛うじて攻略に成功。伯爵の貴重な遺産の数々を発見した。
遺跡の発見により、「1000億セント（白金貨で10万枚=10兆円）」とヴェンデリンたちは常軌を逸する程の多額な報酬を得た。後にエルヴィン、ルイーゼ、イーナは自分たちに分配された金額に惧れをなし、ブランタークの助言により殆どをヴェンデリンに押し付けた。これら過剰な富がヴェンデリンに集中しつつあるのは、中央の魑魅魍魎とも言える貴族たちの思惑があった。
閉塞しつつある王国の経済を、ヴェンデリンの実家の持つ広大な南部未開発地域をヴェンデリンに開発させて活性化させようという目論見である。こうして気ままに冒険者として生きていきたいというヴェンデリンの望みにも拘らず、否応なしに実家をも巻き込んだ貴族たちの思惑の渦中に飲み込まれて行く。

## 登場人物
声の項は特記のない限りテレビアニメ版の担当声優。
登場人物の年齢は特記事項がない限りヴェンデリン5歳時点のものとする。
一宮 信吾（いちみや しんご）/ ヴェンデリン・フォン・ベンノ・バウマイスター
声 - 榎木淳弥、石上静香（幼少期） / 寺島拓篤（ドラマCD版）
本作の主人公。元日本人のサラリーマン。25歳。一流とは言えないが、そこそこ名の知れた商社勤務。専門は食材だったため、一通りの料理や加工法などを心得ている。
バウマイスター騎士爵家5代目当主・アルトゥルの八男・ヴェンデリン5歳として覚醒する が、実家のあまりの困窮振りから「早急に自活する方法を見つけなければ人生詰む」と考える。書斎で読んだ書物と魔法水晶によるチェックで魔力に目覚め、自己流での魔法修行を始める。6歳の時に訓練を兼ねた狩りに向かった森で語り死人となったブライヒレーダー辺境伯家お抱え魔法使い・アルフレッドと出会い、彼に師事。各種属性魔法や「聖」魔法、「瞬間移動」や「長距離通信魔法」「複数魔法の同時展開」を習得し、最後にアルフレッドを浄化する。
その後、約5年の間に領内の未開地を見て回り、瞬間移動の座標把握のための地図作成、魔法の訓練を兼ねた「鉱物や各種素材の精製」を行い、狩りの獲物などを近隣の都市・ブライヒブルクで商う生活を送る。
12歳で冒険者を目指してブライヒブルクの冒険者予備校に特待生として入学。その際、ブライヒレーダー辺境伯と師匠アルフレッドの師匠であるとブライヒレーダー辺境伯家お抱え筆頭魔法使いブランタークと知遇を得る。アルフレッドの邂逅を伝え彼から相続した「魔法の袋及びその中身」の顛末を伝えると「アルフレッドの遺産」の相続権を与えられ、「冒険者ギルドが預かっている金銭及びブライヒブルクにある邸宅」を相続する。以降、この邸宅に冒険者予備校で知り合ったエル、イーナ、ルイーゼと共同生活を送る。伯爵邸完成後は中庭に移築された。
夏休みに五男・エーリッヒの結婚式に参加する為王都スタットブルクへ向かう途中、遭遇した骨竜（アンデッド・ドラゴン）を倒して双竜勲章の授与、準男爵に叙される。その際、竜の素材を王国に売却したため莫大な財を得る。
王都滞在中に王宮筆頭魔導師アームストロング、王都訪問に同行したブランタークと共にパルケニア草原の老地竜・グレードグランドを退治し、男爵に陞爵。先の骨竜と合わせて19億5050万セント（1950億5000万円）の資産を手に入れる。その後は彼らを新たなる魔法の師匠として師事しながら王都にて生活する事となる。冒険者予備校は竜討伐の功績でブライヒレーダー辺境伯の計らいで転校・卒業扱いとなった。
仲間全員が15歳になると正妻となる婚約者・エリーゼを加えたパーティ「ドラゴンバスターズ」を結成。初仕事で潜った封印遺跡から大量の古代魔道具や魔導飛行船を発掘。遺跡全体の評価額による報酬で総資産が1000億セント（10兆円）を超える。魔の森でアンデッド化してさまよっている前ブライヒレーダー辺境伯軍の処理を請け負って帰郷するが、ルックナー会計監査長（男爵）に扇動された長兄クルトから自身の命を狙われるという事を知ると、クルトを排し実家の騎士爵領簒奪を決意。今まで稼いだ資本で実家のある南部未開地の一部を「開発特区」と称して開発に着手。それまでとは比べ物にならないペースで領内の開発を進めてクルトを追い込んでいく。最終的にはクルトの自爆もあり、正式な領主となる。領地の規模と以前行った発掘の功績・王都の霊が住み着いた邸宅の除霊の功績・王都の穀潰し公爵家取り潰しの功績などから伯爵位に陞爵される。
正式な領地持ち貴族となり、自身が持つ莫大な資本と王国政府からの補助金を元手にバウマイスター伯爵領の開発に着手。寄り親であるブライヒレーダー辺境伯や政府の閣僚及び親しい貴族からの家臣受け入れを行い伯爵家の強化を行う。基本的に筆頭家宰兼代官となったローデリヒに任せ、いくつかのアイデアを相談するのみで冒険者業を楽しむつもりだったが、逆にローデリヒからの依頼という形で開発実務に従事。木材・石材・鋼材の切り出しや土地の開墾や領内の街道整備、各種開発事業の基礎工事を依頼される。なお、これらの開発初期の作業に盛んに土魔法などを利用した結果、土木工事系の魔法に熟練することとなる。
その後、ブロワ辺境伯家との紛争、自身の結婚式を経てアーカート神聖帝国に定期的に行われている国家交流の親善使節として派遣された際に次期皇帝の座を巡る内戦に巻き込まれ、とある事情から王国への帰国もままならず、当初はテレーゼ、後にペーター陣営の一員として戦闘に参加。最終的にニュルンベルク公爵の軍勢を打ち破ることに大きく貢献し、帝国からも名誉伯爵の称号と莫大な報償を授与された。
魔族の国・ゾヌターク共和国との接触を機に大陸南方海域の調査を開始。いくつかの島を発見し、ミズホ人とは別の古代アキツシマ共和国の末裔が住む「アキツシマ島」及び「周辺の島嶼」を平定及び伯爵領としたことから辺境伯に任じられている。
エリーゼが産んだ長男フリードリヒが成人すると、まだ30代ではあるものの隠居し、バウマイスター辺境伯を相続させる。自身は以降、お気楽に生活をするつもりだったが、アームストロングから「王宮筆頭魔導師」になるように言われ、国王からも頼まれた事から「バウマイスター導師」となる。
師から学んだこと以外にも前世で見知った知識や物理法則に沿った魔法を使う。また、前世の料理などを再現しており、そのために食材の熟成や発酵を促進させる魔法も開発している。開発（再現）した料理には日本語の名前をそのまま付けているため、周囲からは「謎のネーミングセンスの持ち主」にみられている。日本人だったからかミズホの文化やゾヌターク共和国の民主主義については一番詳しく、ゾヌターク共和国の抱える問題についても認識しているが、その他の文化には中々馴染めないでいる。
結婚してから「関係を持った相手（最低でも初級の魔法くらいは使えるレベルの場合）の魔力容量が上昇する」という事実が判明した。ただし、あくまで増えるのは魔力容量のみで使える魔法は本人の才能に左右される。130話にて、18歳にして2男6女の父親となる。アーネストによると、ヴェンデリンは古代魔法文明時代に生み出された「人工魔法使い」の先祖返りに該当するらしく、ヴェンデリンの子孫はみな魔法使いの素養を持ち合わせて生まれてくる。ヴェンデリン自身もおんぶ紐を使い子育てに参加しようとするも奥さんたちや家臣たちに止められる。そのおんぶ紐は量産され、他の家の子育てにも使われることになった。王都や領内の冒険者予備校での講師役を請け負ったこともあるが、他の講師が現役時の自慢話や得意分野に偏った指導になりがちなのに対して基礎から学ばせたのちに応用を利かせられる指導を丁寧に行い、生徒からは慕われる。
一宮 信吾の身体がどうなっているか、本来のヴェンデリンがどうなったのかを疑問には思っているが、確かめる術もないため気にしないようにしている模様（本人もヴェンデリンとして生きて死ぬ事には納得している）。遠い未来（みそっかすよりも未来）でもバウマイスター辺境伯家はそのまま存続しており、同じ名前の人物が同じ名前の人物を妻にするなど同じ人生を歩んでいる模様（web版本編最終話を参照）。
一宮 信吾としての生活は、Web版ではほぼ外食やコンビニで買った物で食事を取っており社畜そのものといった状態だが、アニメ版では豚バラ肉とレタスの炒め物など、しっかり自炊をしている。なお、アニメ版では食事を取ろうとした瞬間眠気に襲われ、そのままヴェンデリンとして覚醒したため食事を食べ損ねており、12話にて伯爵位へ陞爵された後に全く同じメニューを再現し、エリーゼ達とともに食べている。

### 主人公の嫁・ヒロイン
古代骨竜の討伐からはじまったヴェンデリンの活躍に伴い、成立していった正室・側室・愛人。それぞれがヴェンデリンとの間に子を儲けるが、前述の通り生まれた子は全員魔法の素養を持つため、王族から有力貴族、果ては帝国からも「将来的に年齢の釣り合う身内」との結婚相手として引っ張りだことなり、分家や陪臣家を作る分も含めてより多くの子を望まれている。
カタリーナの息子がヴァイゲル家の跡継ぎになるように、ルイーゼやイーナの子は男の子の場合「辺境伯家の武術指南役」として家を立てる予定であり、web版最終話では「辺境伯家とも血縁のある陪臣家や貴族家」として存続している。
エリーゼ・カタリーナ・フォン・ホーエンハイム
声 - 西明日香 / 早見沙織（ドラマCD版）
ホーエンハイム枢機卿の孫娘。加えてアームストロング導師の姪御でもある。ヴェンデリンと同年。書籍2巻（WEB版第35話）で婚約、書籍8巻（WEB版第75話）で結婚。
治癒術を中心とした「聖」属性魔法の使い手で、修道院で修行中。聖女としても名高い。将来有望な注目株となったヴェンデリンと引き会わされ、婚約する。
「聖」魔法のみならず、料理・裁縫とそつなくこなす完璧超人。とは言え祖父の後ろ盾も含めた自身の評価にはギャップを感じており、その事に同意してくれたヴェンデリンには好感をもった。ヴェンデリンの家族内では貴族としての決まり事には疎いヴェンデリンをフォローすることが多い。12巻では魔導四輪を運転した際に普段のストレスからかスピード狂の気が出ていた。
非常に豊かな胸の持ち主であり、13歳時でFカップ、15歳時にはゆうにGカップとなっている。
欠点は酒癖の悪さ。自ら飲酒することはないが、ジュースと間違えるといった事故で一旦口にしてしまうと止まらなくなり、笑い上戸・泣き上戸・絡み酒などで周囲に多大な迷惑をかける。
ルイーゼ・ヨランデ・アウレリア・オーフェルヴェーク
声 - 三村ゆうな / 今井麻美（ドラマCD版）
ブライヒレーダー辺境伯家の拳法師範を務める陪臣家の側室の子で三女。ヴェンデリンと同年。
青い髪をショートカットにしている。年齢からすると小柄で体型もお子様。茶目っ気と若干のオヤジ成分があるボクっ娘。
ブライヒブルクの冒険者予備校に特待生として入学。幼馴染のイーナとコンビを組むが、失態を演じて狼に囲まれたところをヴェンデリンたちに救われ、以後パーティを組む。
ヴェンデリンが叙爵した事で建前上バウマイスター家に従士兼婚約者として就職した形となる。
魔力を用いた身体強化で戦う格闘術「魔闘流」の使い手。才能は一級だが、他者に指導する能力はない。そのため辺境伯領に新設された魔闘流道場ではルイーゼが総師範という建前で実際には同腹の兄弟が師範代となって指導している。元々中級クラスの魔力をもっていたが、魔法は使えなかった。ヴェンデリンとの「器合わせ」や、導師との特訓を経て上級並みの魔力量を獲得。身体強化以外にも「高速飛翔」や「魔導機動甲冑（急所のみを覆う機動力重視）」「瞑想（自身の魔力を練る事で自己回復を早める）」などを習得する。
結婚式以降、さらに魔力容量が上昇したが、使える魔法の種類は増えなかった。なお、多少は背も伸びたが出産後も全体的なボディラインに変化なしで、初対面の人間には未だに未成年に見られることも多い。
イーナ・ズザネ・ヒレンブラント
声 - 小松未可子 / 松井恵理子（ドラマCD版）
ブライヒレーダー辺境伯家の槍術師範を務める陪臣家の三女。ヴェンデリンと同年。赤い髪をポニーテールにまとめており、少々眼付きの鋭い印象を持つ。一見スレンダーな体型だが、実際は標準。基本的には真面目な性格の「普通の子」で、読書家でもありヴェンデリンの家族内では作中世界の一般常識を語る役になることが多い。
ブライヒブルクの冒険者予備校に特待生として入学。幼なじみのルイーゼとコンビを組むが、狩りの初日から失態を演じて狼に囲まれたところをヴェンデリンたちに救われ、以後パーティを組む。
ヴェンデリンが叙爵した事で建前上バウマイスター家に従士兼婚約者として就職した形となる。ルイーゼ同様辺境伯領に新設された槍術道場の責任者で同腹の兄弟が師範代として指導している。
元々、常人より多少はある魔力で身体強化を行っていたが、結婚式以降に魔力容量が上昇した結果、槍に属性魔法を纏わせる「火炎槍」「風斬槍」を使えるようになる。
ヴィルマ・エトル・フォン・アスガハン
声 - M・A・O
準男爵家の三女で、エドガー軍務卿（侯爵）の姪（後に養女）。13歳（ヴェンデリン15歳時）。桃色の髪を団子に纏めている。背丈はルイーゼと変わらないが胸はイーナと同じくらいはあるというトランジスタグラマー。
小動物のようで保護欲をそそる外見だが「英雄症候群（全身の筋肉組織に常時魔力が纏わりついている天然の魔力強化）」と呼ばれる体質で、巨大な戦斧や鉄弓 を軽々と扱う膂力の持ち主。ただし英雄症候群により常に魔力を消費している関係上カロリー消費が激しく、十分な食事をしてもすぐに空腹状態となる。「お腹減った」が口癖の食いしん坊。幼い内から自分の食い扶持を賄う為に（魔物の領域ではない普通の森や海・川などに）狩り、漁、採集に出ていた。物言いは端的だが、辛辣な発言が多い。
ヴェンデリンの実家問題の際に護衛役として派遣されてきたがその実ヴェンデリンとの縁繋がりを企むエドガー軍務卿から送り込まれた側室候補で、伯爵へと陞爵した際に新たな婚約者となる。前述の通り、周囲からは可愛がられているが、とある仕事で魔法具を使い大人に変装した際には、逆に子供に変装したヴェンデリンの世話を喜んで焼いていた。
結婚式以降に魔力容量が上昇した結果、さらに「身体能力強化」と「武器付与」が使えるようになった。また、ミズホ伯国製の魔銃も難なく扱えることから、スナイパーとしても活躍。帝国内乱の際には数多くのニュルンベルク公爵側の指揮官をヘッドショットで倒し、ペーターがデモンストレーションを兼ねて退治することになった大亀「レインボーアサルト」も頭部の同じ場所に連続して命中させるという離れ業で倒している。
カタリーナ・リンダ・フォン・ヴァイゲル
元貴族ヴァイゲル家の娘。16歳（ヴェンデリン15歳時）。リンガイア大陸で「暴風」の二つ名を轟かせている、絶賛売り出し中の冒険者。二つ名に纏わる風魔法のみならず、他の属性魔法にも精通している一流の魔法使い。
腰くらいまで伸ばした紫色の髪を、（ヴェンデリンから見て）昔の少女漫画のお嬢様キャラのように縦ロール状のヘアスタイルに（実は凄いくせっ毛で毎朝魔法も使ってセット）している。まだ10代だが、大人びているので20代くらいに見える。基本的に見栄っ張りでスタイルを気にしてよくダイエットをしている。改易の際、死去した祖父及びなれない労働で物故した両親に代わり子供の頃から実家の再興を目指して頑張っていたが、その分人付き合いの経験値が低く、男性に対しての免疫も低い。上級クラスの魔法使いではあるが、女性故に貴族にはなれないヘルムート王国の状況から良く似た立場のヴェンデリンに狩り勝負を挑んできた。だが、導師の乱入などで毒気を抜かれてから共に行動するようになる。
祖父の代に寄親であるルックナー（財務卿）侯爵家とリリエンタール伯爵家による門閥争いのとばっちりと王国直轄地の整理で改易された家を復興させるという願いもあるが、なんだかんだとヴェンデリンが気に入ったようで婚約者の一人として加わり、繋ぎとして一代限りの名誉準男爵に。ヴェンデリンとの間に将来生まれる嫡男が、正式にヴァイゲル家を復興させることになる。
実家であるヴァイゲル家はそれなりに真っ当な家だったらしく、かつての陪臣などが現在でもヴァイゲル家復興を願い帰農して残っており、ヴェンデリンの婚約者となって生まれた子が新たな準男爵家当主となる段取りが進むと、ほとんどの元陪臣や領民（他所に移っていた家族も呼んで総勢1200名）がバウルブルク郊外の新領地に引っ越してきた。
旧ヴァイゲル領は王都近くの街道沿いにある立地だったが、住民のほぼ全てが移住してしまい、現在は閑古鳥が鳴いている。
結婚式以降に魔力容量が上昇したが、使える魔法の種類は増えなかった。
カチヤ・フランク・フォン・オイレンベルク
オイレンベルク騎士爵家の長女。19歳（ヴェンデリン17歳時）。初出は書籍12巻（WEB版第116話）。
身長は155センチほど、黒に近い茶髪をツインテールにして膝下まで伸ばしている。かなりの美少女ではあるのだが、男勝りの口調でファッションにも興味がないなど、女らしさには欠けるきらいがある。王都の冒険者予備校を中々優秀な成績で卒業。中級程度の魔力ながら、加速魔法とサーベルを使った速攻で「神速」の異名を持つ。15歳から4年ほどの活動で自己資産は1000万セントを超えている。ヴェンデリンたちが冒険者稼業でリーグ大山脈の飛竜狩りに参加した際に知り合う。
バウマイスター伯爵領から大リーグ山脈を貫く古代遺跡トンネルが発見され、南側から内部の点検を行い、辿り着いた北側出入り口にあったのがオイレンベルク騎士爵領だった。だが、当のオイレンベルク家はマロイモという作物の栽培で細々と暮らしている牧歌的な領地だった。トンネルの出入り口発見と共にトンネルの管理問題が発生するが、当主のジギ・フランク・フォン・オイレンベルク卿も次期当主のファイトもそんな大事業は分不相応と及び腰になってしまう。結果として代替地を用意して、そこに移ってもらおうと話が纏まり掛けたところで待ったをかけたのがカチヤである。
実家の躍進のきっかけになるトンネルの管理権を自身が婿を取って引き受けると言いだし、王都にて大々的な入り婿の募集をかける。しかし、その条件が「自身と勝負して勝てる貴族男性（独身）」だった。王都の闘技場を借り切ってのトーナメントを開催するも予選を突破した8人は全員敗退、国王からの勅命によって勝負することになったヴェンデリンに完敗、6人目の妻となった。結果、オイレンベルク騎士爵もバウマイスター伯爵の分家及び未開発地域へ領地替えとなり旧オイレンベルク騎士爵領はバウマイスター伯爵家とブライヒレーダー辺境伯家で領地を分け合うこととなり、トンネルはバウマイスター伯爵家が一括管理・旧オイレンベルク騎士爵領側の周辺開発はブライヒレーダー辺境伯家が担当・トンネル警備は王国政府とバウマイスター伯爵家が共同担当することになった。
リサ・クレメンテ・ウルリーケ・エクスラー
「ブリザード」の異名を持つ凄腕冒険者の女性。29歳（ヴェンデリン17歳時）。キツイ化粧と大胆な服装でイケイケな感じだが、実際には化粧も服装も相手に対する防御壁としての物。素顔はかなり童顔で実年齢よりも4-5歳下に見える。化粧が落ちたスッピン状態だと会話どころか、他人と目を合わせる事も出来ない引っ込み思案。大酒呑みだが、これも「そうすれば舐められない」という理由で演技していただけであり、あまり好きではない。同様の理由で「甘いものが大好き」ということも隠していた。酒を呑んでもまったく酔わない体質で、アームストロング導師と呑み比べして勝っている。
冒険者として駆け出しの頃のカチヤを指導したことから「姉御」と呼ばれており、結婚後に様子を見に訪れた。カチヤの魔力が大幅に向上していることに疑問を持つが、テレーゼの誤魔化しついでの挑発に乗って勝負することになる。一か月の間をおいての勝負となるが、いかんせん経験不足のテレーゼは全力の一撃を相殺されたことで降参。リサの追及もうやむやにしようとしたが、そうも行かず仕方なくヴェンデリンが対戦した際にヴェンデリンが使った「空気を液化冷却した魔法」の影響で装備していた衣装が砕けて素っ裸になってしまう。その際にヴェンデリンに全裸姿をある特徴ごと見られたせいで泣き出してしまい、直後ヴェンデリン宅で入浴したため化粧も落ち、前述の対人スキルゼロの状態になった。その後責任を取る形でヴェンデリンの妻となったが、それまでにも「内助の功」とばかりにバウマイスター領の開発に協力していた。化粧を落とした当初はアマーリエやカタリーナが通訳しなければ会話も成り立たないほどだったが、徐々に改善した。
テレーゼ・ジークリット・フォン・フィリップ
アーカート神聖帝国の選帝侯七公爵家のひとつ、フィリップ公爵家の当主。21歳（ヴェンデリン17歳時）。金髪と褐色の肌 をもつ肉感的な美女。
ヴェンデリンと初めて出会う10年ほど前に行われた親善訪問で導師やブランタークとはすでに知り合いだった。皇帝選挙を前に「帝国初の女帝」という快挙を求められていた。そのため、結婚相手として、その実家から子どもの外戚として余計な干渉を受けずに済む外部者であるヴェンデリンに目を付けた。
ニュルンベルク公爵が起こした反乱で諸侯軍の取りまとめなどを行うが、囚われていた皇帝の復権を認めたことで北部貴族から失望される。最終的にはペーターとヴェンデリンによって当主を退かせられることになり、バウマイスター領に引っ越す事となる。表向きは客分、実質的にはアマーリエと同じく、愛人の立場となる。エリーゼと同じく、貴族的な常識に疎いヴェンデリンをフォローする知恵袋的な立ち位置となる。トンネル問題でも解決策を提示するも、ヴェンデリンが及び腰だった為にその策は行使されなかったが、結果的にはテレーゼが提案した通りの結果となった。
ヴェンデリンと関係を結んだことで魔力が向上、魔法を習得し、後に子を儲ける。魔力量も上級の下となり、ブランタークの指導を受けて鋭意訓練中。
アマーリエ・フォン・マインバッハ
声 - ゆかな
クルトの妻→ヴェンデリンの愛人。マインバッハ騎士爵家の次女。18歳（ヴェンデリン6歳時）。ヴェンデリンや出て行った兄弟以外では家族の中で数少ない漢字も読める人。
クルトの自滅で二人の子（オスカー（声 - 大坪由佳）とカール（声 - 生田善子））と共に取り残されるが、「バウマイスター騎士爵家簒奪計画」に「関わった連中に協力を取り付け、子供たちの行く末はなんとかする」というヴェンデリンの提案を受け入れ、義父・義母等とともにパウルの領地へ転居する。クルトの関係もありバウマイスターとしてではなく、実家のマインバッハの名で未開発地域の一部割譲の上で新たな騎士爵家を立てることが約束されている。
ヴェンデリンと仲が良かったのもあるが、上記約束は将来的に確実なものではなく、それを確約させるため男性との経験があり、未婚（未亡人）の後腐れがない女性を探していたアルトゥルの提案を母親としての打算もあり受け入れヴェンデリンの「あてがい女（結婚前の貴族男子に「女」を教える役目）」となる。本人はあくまでヴェンデリンが結婚するまでの一時の関係と考えていたが、ヴェンデリンからはごく普通に甘えられる相手として気に入られたことで愛人となる。
ヴェンデリンが帝国内乱から帰還した後は2人の息子たちが将来の陪臣や領民との顔合わせのために実家に移ることになり、子と離ればなれにされ会いに行くの為の交通資金を彼女が簡単に出せる訳もなく、それを計算に入れた実父の貴族らしい思惑等が合わさりバウマイスター家のメイド長という建前だがヴェンデリン専属のメイドに。後にヴェンデリンとの間に子供もできたことでバウマイスター家内では妻扱いされることになる。
ヴェンデリンと関係を結んだ女性の中では冒険にでるだけの実力を持たず、今のところ「魔法使い」といえるレベルまで魔力がアップしなかった人。
フィリーネ・フォン・ブライヒレーダー
アマデウス・ブライヒレーダー辺境伯の隠し子。10歳（ヴェンデリン17歳時）。正確にはアーカート神聖帝国を親善訪問した際に就けられた侍女とお付き合いしていたという物で妊娠が発覚したのは帰国した後のことだった。母親が亡くなる際にフィリーネには申し送りをしていたため、内乱騒動の最中に近所を訪れたヴェンデリンに話が来た。
内乱後に父と再会するにあたって、辺境伯家では修羅場になるかと思われた。しかし、辺境伯家の子どもは男子ばかりだったので、容姿が可愛いというのに加え、ヴェンデリンに縁付けるためにと渇望していた「政略結婚に使える女子」であったため、奥様方からも好意的に受け止められた。
成人したらバウマイスター家へ嫁ぐ予定であり、辺境伯夫人はそのままバウルブルクに滞在させようとしたが、親バカの発動した父・ブライヒレーダー辺境伯によって成人までブライヒブルクで過ごすことになる。
アグネス、シンディ、ベッティ
ヴェンデリンが17歳時に都の冒険者予備校に臨時講師として就いた際に教え子となった3人。ヴェンデリンとしては生徒を選り好みした気はないのだが、最も優秀だった3名が女子だったことで、家族も含めて周囲から「そういう関係」と判断されてしまう。
アグネス。14歳。ヴェンデリンから見て委員長タイプの眼鏡っ子で、実家も眼鏡屋。ヴェンデリンの発案で遮光効果を持つ「サングラス」を売り出す。
シンディ。12歳。花屋の娘。黒髪をボブカットにして幼い印象だが、ルイーゼより背は高い。実家は大店で商売っ気も高いほか、探し物を引き当てる幸運に恵まれている。
ベッティ。13歳。実家はレストランで、店は現在兄が引き継いでいる。兄は修行中に父親が倒れ、父親からも「まだ早い」と言われていたのに修行先から戻って来てしまった。腕は悪くないが個性と言える部分に欠け、たちまち客足が落ちてしまったが、ヴェンデリンのテコ入れで「立ち呑みありの一膳飯屋」として再出発した。
予備校修了後は、バウマイスター領で冒険者（シンディとベッティは成人まで見習い）をしながらバウマイスター家の仕事も請け負い、貢献著しいとローデリヒにせっつかれたこともあり、158話でヴェンデリンと結婚。領内にはそれぞれの実家から支店が出店している。
ルル
大陸南方海域に存在する小島にある村の村長を務める幼女。5歳（ヴェンデリン19歳時）。
魔族‐ゾヌターク共和国との接触から大陸四方の海域探索が開始され、バウマイスター家が担当した南方海域に存在した小島にある村で暮らしていた。
島の住民は古代魔法文明崩壊時に海に脱出した物の、辿り着いた島は海竜の棲み処や縄張りに囲まれており、上陸後は逆に閉じ込められていた。更に島の土地9割が魔物の領域と化してしまい、開墾出来る土地も限られていた。そんな土地であることから代々の村長職は戦闘力の高い魔力持ちが就き、実務は副村長以下の人間が行っていた。
ヴェンデリン率いる探索隊と接触に伴い大陸に近い島への移住が決定。現在より遥かに安全が保障されたことから村長としての任はお役御免となる。両親は既に亡くなっており、現時点で中級レベルの魔力を持つこともあってバウマイスター家で養育される立場となるが、本人は「ヴェンデリンさまのお嫁さん」を目指している。
涼子、雪、藤子、唯
リンガイア大陸南方にある「アキツシマ島」の住人。
涼子は世襲名として「秋津洲高臣」とも名乗る。本来、島を纏めてきた家系だが、現在は没落して島の北部に小領主として存続している。中級クラスの魔法使いだが、治癒魔法に特化している。
雪は世襲名として「細川藤孝」とも名乗る。秋津洲家の家宰を務める。
藤子は島北部の中では大きな家である伊達家の次期当主で世襲名として「伊達政宗」を名乗る。その実態は弱冠5歳ながら「中二病」を患った幼女である。父親の病気が王国で作られている薬とエリーゼの治癒魔法で回復可能であることが判明し、回復後には新しい弟ができるだろうということで次期当主の件は棚上げとなり、本人はヴェンデリンの嫁になるつもりでいる。
唯はアキツシマ島中央にある水源・琵琶湖を抑える領主・三好家の家臣「松永久秀」の娘。アキツシマ島出身のメンバー内では雪と並んで事務・政務能力が高い。

### 主人公の子供たち
書籍17巻で生まれた8人, 書籍24巻で生まれた1人。家名は省略。
フリードリヒ
エリーゼが産んだ長男で第1子。バウマイスター辺境伯家次期当主。ヴァルド王太子の娘と婚約。
アンナ
イーナが産んだ長女で第2子。ヴァルド王太子の長男と婚約。
エリザ
ルイーゼが産んだ次女で第3子。ブライヒレーダー辺境伯の息子と婚約。
カイエン
カタリーナが産んだ次男で第4子。ヴァイゲル準男爵家を相続する予定。
フローラ
テレーゼが産んだ三女で第5子。アーカート神聖帝国の貴族からの縁談が殺到している。
イレーネ
ヴィルマが産んだ四女で第6子。エドガー軍務卿の孫と婚約。
ヒルデ
カチヤが産んだ五女で第7子。アームストロング伯爵（導師の兄）の孫と婚約。
ラウラ
リサが産んだ六女で第8子。アームストロング導師の孫と婚約。
婚約。
ベンノ

### ヘルムート王国

#### バウマイスター家
アルトゥル・フォン・ベンノ・バウマイスター
声 - 松本大
バウマイスター騎士爵領の領主。ヴェンデリンの父。45歳。バウマイスター騎士爵家5代目当主。中央から離れた辺境でかつ閉鎖的なバウマイスター領の環境のせいもあるが、父親としては凡庸、貴族としては極めて無能な人物。
下手をすると領民より貧しい食生活も開墾作業なども率先しているが、結構体力バカで、他人にも同じレベルの仕事を要求してしまう。庶子含めて八男二女という子沢山もそれが影響している模様。
金策も領内整備も正攻法しか考えず効率が悪い上に出費を渋るため、息子エーリッヒ（五男）たちの結婚の際にはパウル（三男）やヘルムート（四男）に「祝い金（物）の立て替え」を頼んだ末に結果としてヴェンデリンが出した。これらの出費は寄り親のブライヒレーダー辺境伯が立て替えたことになっており、書類上は借金になっていて世代をまたぐと後々請求される恐れがあったが、ヴェンデリンが請け負った魔の森における仕事の税収から天引きする形で清算される。
ヴェンデリン暗殺を謀ったクルト（長男）の自滅で王国政府から当主不適格として判断されるも王国法により連座制が適用されず当主の座を退くことで解決とされた。バウマイスター騎士爵当主の座は従士長家を継いでいた次男・ヘルマンが継承することになり、自身は新しく準男爵家として創設された三男・パウルの領地に隠居する事となる。隠居してからはパウル領の開発を手伝い、遅まきながら漢字や計算を学んでいる。新築した領主館の規模や食事の内容・使用人の雇用体制など、貴族としての体裁を整える息子たち（と、それに驚くヴェンデリン）の様子から、自分にはつくづく甲斐性がなかったと落ち込んでいる。
ヨハンナ
声 - 生田善子
アルトゥルの正妻。ヴェンデリンの母。44歳。夫同様に凡庸なタイプだが、外から嫁いできたため、読み書き・計算はできる。それゆえに才能のある子は余計な揉め事の種にならないように「あえて放置して」外に出る事を願っていた。
夫・アルトゥルの隠居後はパウルの仕事を手伝いながら、夫や孫たちに漢字や計算を教えているが、夫ともども今更ながらに外部の貴族と付き合いが発生して苦労している。
クルト
声 - 杉田智和
長男。25歳。無能で、「長男だから跡継ぎになれた人」。
父親に輪を掛けた凡庸な人物で、騎士爵領という小さな世界で「お山の大将」となることしか考えず、他者を蔑む小人物。ただし、これは親からの教育のせいもあり、嫡男としては親の言うことを素直に聞いていた結果でもあるが、逆に自身の能力不足を親のせいにして読み書き・計算などの習得といった努力もしていない。アマーリエが年に1、2度実家に出す手紙の郵送代を断るなど父親以上に出費を渋る面もあり、不人情な発言をすることも多い。
元々は、父・アルトゥルより幾分マシな面があったが、父親よりエーリッヒやヴェンデリンを重用すれば「お前の居場所は無くなる」と言われたのを契機に狂いはじめた。
その後、エーリッヒの王都の騎士爵家へ婿入り及び王国政府での出世と、貴族として独立し陞爵していくヴェンデリンに嫉妬し、さらにはバウマイスター領に帰って来たヴェンデリンによって領内が変化するに伴い本当に居場所を無くしていき、自分の無能・無策を棚に上げてルックナー会計監査長（声 - 中野泰佑）の使者の口車に乗ってヴェンデリンらを殺そうとつかまされた禁制魔道具「怨嗟の笛」を使用し自滅した。最期はアンデッドとなり、自分を追い込んだルックナー男爵・会計監査長と派閥貴族を巻き添えにし彼らをゾンビ化させるに及んだ。末路はヴェンデリンからの通報を受けたエドガー軍務卿配下の高火力を用いる魔法使いと、ホーエンハイム枢機卿配下の高度な聖魔法を扱える神官の手によって除霊・焼却処分となった。
ヘルマン
声 - 財満健太
次男。23歳。次期当主。剣の腕前は兄弟の中では一番。クルトの結婚の後、従士長を務める分家筋の家に婿入り。本家を嫌う分家に溶け込むのに苦労していたが、会合の際自分たちのことしか考えない兄に堂々と意見してから妻を含めて分家の態度が軟化した。
クルトの自滅でバウマイスター騎士爵家を相続し、本家を相続したヴェンデリンを支える為、ヴェンデリンから未開発地の一部を割譲され分家当主となった。農業以外の地場産業として従士長時代から家で行っていた養蜂事業を拡大して生産したハチミツの販売とハチミツ酒といった加工品を始めとした製品開発を行っている。そしてハチミツ目当てに寄って来た熊を狩って、その素材も売却して収入源としている。
将来的には準男爵に陞爵の予定。その関係で縁談が勧められたが、身分としては低いマルレーネを側室に降格して貴族の子女を正妻として娶るよう言われた際には「それなら要りません」とキッパリ断っている（その後、彼の男気を気に入ったエドガー軍務卿が探し出した条件に合う側室候補を娶っている）。
マルレーネ
声 - 野首南帆子
ヘルマンの妻。従士長を務める分家の長女で続柄としては又従姉妹。クルトについては本人にも「ケツの穴が小さい男」と貶すほど嫌っている。早くに父や祖父を始めとした男手を失ったためか分家の女性陣は非常に逞しく、ヘルマン含めて亭主たちを尻に敷いているが、ヘルマンたち旦那衆によると2人きりの時には甘えてくるなど可愛いところもあるとのこと。
パウル
声 - 深町寿成
三男。19歳。上の兄二人の結婚を機に家を出て王都の警備隊に入隊する。ヴェンデリンとの関係を持ちたいエドガー軍務卿の紹介で結婚し、法衣騎士爵となる。
ヴェンデリンの護衛として地方巡検視の名目でバウマイスター領に派遣されていたが、一連の騒ぎの後に未開地の一部を割譲され、共に派遣されていた同僚を陪臣とした新たな準男爵家を立てる。自領の近くにリーグ大山脈を貫く巨大トンネル遺跡が見つかり、それを利用する者たちが立ち寄る宿場町として整備を進めている。
隠居した両親や義姉であるアマーリエと甥2人を預かっている。
ヘルムート
声 - 大河元気
四男。17歳。舞台となるヘルムート王国（と国王陛下）に因んだ名前だが、それゆえにこの国では「もっとも平凡な名前」となっている。上の兄二人の結婚を機に家を出て王都の警備隊に入隊する。エドガー軍務卿の紹介で王都近郊にある森林の警備任務を世襲していた「王都バウマイスター騎士爵家（ヴェンデリンたち南部バウマイスター家の初代当主の実家で彼らの宗家にあたる）」の娘・フリーデと結婚して婿入りする。
クルトの自滅に伴う騒ぎの後、準男爵家に陞爵。森林警備の仕事も管轄範囲を増強された。バウマイスター伯爵家成立により、王都バウマイスター準男爵家もバウマイスター伯爵家派閥に吸収され、バウマイスター伯爵家が宗家となる。
エーリッヒ
声 - 松岡洋平
五男。16歳。兄弟の中でも非常に聡明で、弓の腕も兄弟一と才能にあふれる青年。ヴェンデリンとも仲が良かった。都会であるブライヒブルグ出身のイーナから見ても、滅多にいないほどの美男子でもある。母親からも何を着ても似合うと言われている。上の兄二人の結婚を機に家を出て王都で官吏登用試験に合格。職務で実績を積み、23歳の時に上司であるルートガー・ブラント騎士爵に気に入れられ彼の娘・ミリヤムと結婚し、ブラント騎士爵家に婿入りした。
クルトの自滅に伴う騒ぎの後、準男爵家に陞爵。官吏としても予算執行委員に昇進した（これはヴェンデリンとの連絡係としての意味合いが大きい）。国王からも期待されている英俊でバウマイスター伯爵家開発が一段落したら（潰れたルックナー男爵家の代わりとして）さらに陞爵があると言われている。
レイラ
アルトゥルの妾。31歳。クラウスの娘。アルトゥルに囲われたのは後継ぎだった兄と婚約者を亡くし、村落内で起こりうる名主の跡目争いを防ぐ意味もあったが、鄙には稀な美人でもある。
ヴァルター、カール
六男と七男。レイラの息子。ヴェンデリンらとは異母兄弟になるが、貴族ではなく平民。
クラウスの後を継いで本村落や、新しく開拓される新村落の名主になる予定だったが、祖父であるクラウスが領内で起きかけた反乱（実態としてはブロワ辺境伯家の後方攪乱）の解決に協力したが、領主であるヘルマンではなくヴェンデリンに振ったことから騎士爵領にはいられなくなり、伯爵領に作られる新村落に移ることとなる。
Web版ではヴェンデリンの出世に触発されて「自分たちも貴族になれるかも」と思い込み、妾の子であるとはいえそれなりの地位を与えられていたのだが暴走。ブロワ辺境伯家の扇動によってヘルマン一家を人質に取る事件を起こす。鎮圧された後、騒ぎに参加した領民と家族含めて新しい開拓地への追放処分となる。3年間は税が免除されるが、ヴェンデリンの魔法による手助けや、ヘルマンからの開発援助・待遇も、どうしても必要な初期投資分以外は次世代になるまでは無しで自力で開拓しなければならなくなった。
アグネス、コローナ
長女と次女。レイラの娘。
ヴェンデリンの開発によって開かれた商店の運営を任される予定だったが、騎士爵領を出ることになった兄たちに代わって予定されていた名主の職を彼女らの亭主（ノルベルト、ライナー）と共に引き継ぐ形となる。

#### バウマイスター伯爵（辺境伯）家の家臣・領民
ヴェンデリンの伯爵位（さらに辺境伯）への陞爵によって急遽編成された家臣と、開発の好景気に引かれて移住してきた住民たち。家臣団の多くは元々貴族の三男以下や庶子、浪人だった者が多く、結婚などしたくても出来なかったため独身比率が高い。バウマイスター家主催の「大お見合い会」などで嫁を迎えた。
ローデリヒ
声 - 高塚智人
準男爵となったヴェンデリンに仕官の売り込みに来た浪人。一人称は「拙者」。
少しピントのズレているタイプで「槍術大車輪」というパフォーマンスで売り込んできた。皆伝や目録など、正式な認可は受けていないそうだが、武芸大会では6回戦（予選の決勝）まで進んだイーナが敗退しているという達人。その際、かなりの実力者ではないかと推察したイーナが連絡先を聞いており、結果、ヴェンデリンの王都の邸宅を差配する家宰として採用される。ヴェンデリンが伯爵位を得てからはバウマイスター家の家宰として実務を取り仕切る立場となる。領内開発の基礎工事を主君であるヴェンデリンや奥さんズの魔法使いにギルドを通して依頼しており、ヴェンデリンに関してはかなり扱き使っている。
けっこう負けず嫌いでもあり、後に魔力量が増大し、槍に属性魔法を載せられるようになったイーナに模擬戦で敗退。挽回せんと密かに特訓している。
実はルックナー財務卿（侯爵）の弟である「ルックナー会計監査長（男爵）」の庶子であった。父親であるルックナー男爵が商人の娘に手をつけて生まれたが、認知はされておらず、貴族籍もない。そのため、実の父親を非常に嫌っている。
母親の実家である商家で育ったため、読み・書き・計算が得意で、その手の書類仕事や店舗の経営管理は一通りできるなど文武両道。だが、なまじ有能なため実家の跡取りを巡って商会内で軋轢が起こっていた。
父親が家族や派閥貴族含めて死亡した事で、空いた男爵位の継承を勧められたが断った結果、将来ルックナー財務卿の孫娘・コリンナ（現在8歳）を娶って生まれた子に継がせる事になった（この子が正妻という扱いだが、一応側室としてレッチェ伯爵の娘・カチヤを娶っている）。
ドミニク
バウマイスター伯爵家のメイド。エリーゼの実家時代からのお付きのメイド兼・幼馴染で、エリーゼの嫁入りに際して付いてきた。ホーエンハイム家のメイド長の娘。バウマイスター家に移る際に以前から交際していた青年・カスパル（庭師の次男）と結婚している。
エルヴィン・フォン・アルニム
声 - 下野紘 / 森久保祥太郎（ドラマCD版）
西部地域の貧乏騎士爵家の五男。剣士。愛称は「エル」。
実家を追い出されるような形でブライヒブルクの冒険者予備校に剣術の特待生として入学。入学時に席が隣だったヴェンデリンとコンビを組む。似通った立場だったこともあり、意気投合。ヴェンデリンが叙任・陞爵してからもプライベートではお互いに遠慮することもない友人同士である。
ヴェンデリンが叙爵した事で建前上バウマイスター家に従士長として就職した形となる。ヴェンデリンが伯爵位を得たことで警護隊長に任命されるが、予備校時代にも碌な援助をしなかった実家から下の兄2人の就職斡旋を要請されて呆れている。
パーティ内ではイーナと並ぶ「この世界の」常識枠だが、料理が壊滅的に下手。ブランタークに女遊びを教わってからは「パーティを組む仲間としては悪くないが、男性としてはいまいち」と、女性陣の評価が辛い。オカマさんや老婆の幽霊など、妙な相手に好かれる傾向もある。
ブロワ辺境伯家の庶子・カルラに一目惚れするが、相手には既に婚約済みの恋人がいて失恋。その後、完全な逃避状態を経てから新たな恋を求めていたが、アーカート神聖帝国の内乱に巻き込まれて訪れたミズホ上級伯爵領において知り合った女性ハルカ・フジバヤシと結ばれる。バウマイスター家陪臣では上位ということから側室を娶ることも勧められていたが、周りから縁付けられたメイドのレーアと幼馴染のアンナを娶る。
剣術に関しては近衛騎士・ワーレンに師事し、騎士団入りを勧められるほどの高評価だが、魔法の素養がなくパーティ内では最弱となってしまっている。
ハルカ・フジバヤシ
エルの正妻。ミズホ公国の陪臣・フジバヤシ家の娘。小身ながら精鋭部隊「抜刀隊」に所属する魔刀使い。帝国の内乱中に知り合ったエルと恋仲となり婚約。王国への帰還に同行し、後に結婚した。エリーゼ同様に普段は控えめに行動している反動からか、12巻では魔導四輪を運転した際にスピード狂の気が出ていた。
アンナ
エルの実家時代の幼馴染。アルニム騎士爵領唯一の商店経営者の三女。
故郷で名主の次男と結婚する予定だったが、後継ぎである長男が流行り病で急死。次男が跡を継ぐことになったら格が釣り合わないと姉が嫁ぐことになった。それだけならまだ良かったが、同じ病で妻を亡くした名主（還暦間近の爺。エルの父親の異母兄で庶子）の後添いにと言われ、エルを頼ってバウルブルクまで訪ねてきた。
エルが珍しく頭を使い「主家に迷惑をかける訳にはいかない」と帰ることを勧めるが、女性陣からは大ブーイングを喰らい、エルの実家とバウマイスター家では実力が違いすぎて文句も来ない上に、平民のアンナをわざわざ連れ戻しに来る余裕もないとの意見もあって、同時期に縁組が決まっていたレーアと共にエルの側室となる。
レーア
ドミニクの従姉妹。ドミニクの推薦でメイドとして伯爵家に就職した。仕事の手際は悪くないのだが、一言多いためにドミニクからは度々鉄拳制裁を受けている。カルラに失恋したばかりだったエルと縁付けられて時折デートしていたが、周囲の女性陣によってエルからも言質をとり側室となる。
ハインツ
元ヴァイゲル騎士爵家の従士長。騎士爵家が改易になって以降も地元領民の取り纏めをしていた忠臣。準男爵家となった新領地での纏め役は息子・アレクシスに任せてローデリヒの補佐役としてバウマイスター伯爵家に就職した。
イェフ
貴族家の名前などを諳んじる紋章官。ブライヒレーダー辺境伯家の紋章官ブリュア氏の次男。新興ながら開発と新規採用で外部との付き合いの多いバウマイスター家にとっては重要なポジションにいる。
トリスタン、コルネリウス、フェリクス、モーリッツ
バウマイスター領警備隊のメンバー。彼らを含めた多くが王国軍出身で「軍閥系貴族の余り息子大処分」などとも言われている。
トリスタンはエドガー軍務卿の四男で、ヴィルマの義兄。
コルネリウスはアームストロング導師の三男。19歳。母親似で爽やかな好青年。
フェリクスは導師の兄であるアームストロング伯爵の三男。一族の特徴を引き継いだガチムチのマッチョ青年。解放され、バウマイスター家の飛び地となったヘルタニア渓谷の代官となる。
モーリッツはアスガハン準男爵の三男でヴィルマの実兄。フェリクスと共にヘルタニア渓谷務めになる。
トーマス・トイファー
ブライヒレーダー辺境伯との紛争にヴェンデリンが参戦できないようにする時間稼ぎとしてブロワ辺境伯家から送り込まれた20数名の後方攪乱部隊のリーダー。領主（ヘルマン）に対して不満があると騙って潜り込んだクラウスの内応によって失敗し捕縛される。
年齢は32歳。メンバーは彼を含めた全員が陪臣家の三男以下という冷や飯食いで、最初から自分たちは捨て駒だと承知していた。捕縛された後、クラウスの半ば詐術のような説得を受けて全員がバウマイスター家に就職した。送り出された時点で最終的に失敗することは織り込み済みであり、既に実家からも縁を切られているので「義理は果たした」と吹っ切っている。
その際に全員が縁を切られた家名を捨てて新しい姓を名乗っており、トーマスも以前の名「レッチェルト」から改名している。
ブロワ辺境伯家紛争解決後、バウマイスター伯爵家とブライヒレーダー辺境伯家の合同お見合い会で結婚が成立した。
クラウス
声 - 喜多田悠
バウマイスター家が開拓した際に最初に従って入植した本村落の名主。レイラの父。優秀な人物だが、本心を隠して行動するため、胡散臭さが大きい。クラウス本人はただ今のままではバウマイスター騎士爵家衰亡という危機感からアルトゥルやクルトに助言していたが、信を得ることが出来ず、結果的にエーリッヒやヴェンデリンにクルトに代わって領主を継ぐように進言していた。その根底には跡取りであった息子・ゴードンとその親友として信頼していた青年・ハインの死が関わっていた。
クラウスに影が出来た原因はアルトゥルの父親である当時のバウマイスター騎士爵の命で塩を購入する為に交易に従事した際にケガをした同僚に「殺してくれ」という要請を受け入れ、止めを刺したことで、以降「喋る荷駄馬以下の存在」として自信を貶めている。更に上記にある「息子ゴードンの死」やクラウス本人の有能さが仇となり、紛争で活躍しても「出しゃばりすぎ」と非難を受けたこともあり、バウマイスター騎士爵家に不満を抱え込んでいっていた。
領内で起きかけた反乱（実態としてはブロワ辺境伯家の後方攪乱）の解決に協力したが、領主であるヘルマンではなくヴェンデリンに話を振ったことから騎士爵領にはいられなくなり、伯爵領に移ることとなりヴェンデリンの私的な相談役として就職した。それすらも計画の内だったらしい。
アキラ・フジバヤシ
フジバヤシ家の縁戚でバウマイスター伯爵領で乾物屋を開いた青年。実年齢は20代だが、非常に華奢な体格と美少女と言っても過言ではない童顔の持ち主で、本人の意図するところとは別に店の看板になる。
商才も高く、各種ミズホ料理の実演販売や講習を含めたイベントを行っている。王都の実家から暖簾分けして鮮魚店を出した元魔導ギルド職員・デリアと結婚した。
七条兼仲
リンガイア大陸南方にある「アキツシマ島」の住人。秋津洲家と隣接する領地の当主。
中級クラスの魔法使いで、導師にも引けを取らない体格と膂力があるが、頭の働きは今ひとつ。
織田信長 / 吉子、武田信玄 / 晴美、上杉謙信 / 竜子
リンガイア大陸南方にある「アキツシマ島」の住人。先代当主を追放してそれまではある程度ルールが定められていた島内の争いごとをガチの合戦にしようとしたが、ヴェンデリンに敗北。当主の資格も取り消される。なお、彼女らの当主名は自称だった（曰く「世襲の当主名なんて古臭い」）。
ヴェンデリン曰く「DQN3人娘」で、自分たちに勝ったヴェンデリンの子を産んで島の支配者を目指していたが、ガス抜きに放り込まれた魔物の領域で冒険者として成功し、仲間となっていた宋義智と結婚した。
宋義智
リンガイア大陸南方にある「アキツシマ島」の住人。島の最南端にあるヤシの木しか生えていない小島の領主家の跡取り。島に住む他の魔法使い同様に中級がいいとこの実力だが、脳筋思考の上に何度負けても諦めない図々しい性格。
バウマイスター領になったことで過剰戦力となった魔法使いたちと共に導師の訓練を受けた後、冒険者となり成功。パーティを組んでいたDQN3人娘と結婚した。

#### 王宮・王都
ヘルムート三十七世
声 - 成田剣
ヘルムート王国の国王。国王という立場ながら、かなり世慣れており気さくな人物。一方で古竜を討伐したヴェンデリンを準男爵に取り立て、ブライヒレーダー辺境伯が囲い込みできないように唾を付けるなど、ヴェンデリン曰く「相当に食えない人」でもある。王国内にはある種閉塞状態であったこともあってバカ貴族が多いが、それとは異なり柔軟な考えでヴェンデリンや王国内の事態に対応する出来た人物。
ヘルムート王国全体が既得権益を優先されることによって経済が回り辛く、開発も滞り「緩やかな衰退」という状況だった為、突如として現れたヴェンデリンを気に入り、彼を推したて景気回復・国力増強になればと後ろ盾となることを決意。ヴェンデリンの功績に陞爵を推し進め、報奨も「適正」に行いヴェンデリンに莫大な富を持たせることに成功。それは「ヴェンデリンの実家、バウマイスター騎士爵家の持つ南部未開発地をヴェンデリンの手による大開発及び経済政策推進」の為の深謀遠慮であった。実際、ヴェンデリンの手によって南部開発が始まり、莫大な資本及びヴェンデリンの魔法・ローデリヒの開発計画推進はヘルムート王国政府に恩恵を齎した。更にヴェンデリンが討伐した骨竜から得た・巨大な魔石は場所塞ぎなだけで稼働できなかった巨大魔導飛行船が稼働可能となり、大陸名を冠した「リンガイア」と名付けられた。更にヴェンデリン等が調査した地下遺跡（イシュルバーグ伯爵の遺産）から発見された大規模飛行船は、既存の戦力を含めて20隻を超えるまでになった（小規模飛行船は更に上回る）。かつての魔道具発明の達人・故イシュルバーグ伯爵の文献や研究道具・研究施設は、王国の技術飛躍に役立ったと評している。
ヴァルド
ヘルムート王国王太子。国王陛下に次ぐ地位をもつ文武共に優れた重要人物だが、非常に目立たない人。ヴェンデリン曰くステルス王太子。父親とその親友であるアームストロング導師の関係に憧れており、自身が王位に就いたらヴェンデリンに新たな筆頭魔導師になってほしいと望んでいる。彼の長男がヴェンデリンの娘の1人（イーナの産んだ子）と婚約しており、義兄弟としても頼りにしている。
クリムト・クリストフ・フォン・アームストロング
声 - 山根雅史
ヘルムート王国の王宮筆頭魔導師。男爵→子爵。元々は軍務系法衣伯爵家の次男坊。国王陛下の親友で、アルフレッドの昔馴染みの元・冒険者。エリーゼの伯父でもある。語尾に「である」とつける話し方が特徴。周囲には「導師」と呼ばれている。
金髪を剃りあげたパイナップルモヒカンにカイゼル髭。三十歳頃に王宮筆頭魔導師になった天才であるが、身長210cm、体重130kgと、魔法使いという存在を否定せんばかりの体格と膂力を持つ筋肉武闘派魔法使い。魔導機動甲冑という魔力を実体化させた武装（杖も巨大な戦槌になる）と身体強化で肉弾戦を行う規格外な人。アーカート神聖帝国にもその名を轟かせており、ヘルムート王国との戦争になれば、クリムトとの戦いによって生じる犠牲は「割に合わない」と言われている。ヴェンデリンは「最終人型決戦兵器」と評している。
ヴェンデリン、ブランタークと共に王都郊外に広がる肥沃な土地・パルケニア草原の老地竜・グレードグランドを退治し、その功績によって子爵に陞爵。
筋肉質な外見や口調に似合わず頭が良く政治にも理解があるが、閣僚級の大物にもかかわらず、実務は肌に合わない（同時に自分が必要とされるのは「国家の危機」ぐらい）との理由でデスクワークは部下に丸投げしており、帝国内乱時の報告書などの文官業務は一切をヴェンデリンに押し付けた。その代わりに帰国後は王国の各地に帝国内乱についての講演を依頼されている。
40代になろうという年齢でいまだに魔力量の上昇が止まらず、聖魔法や治癒魔法なども習得している。ただし、魔力の放出に関しての才能が壊滅的になく、魔法障壁は自分を守る広さ程度にしか張れず、治癒魔法や聖魔法も導師が対象と接触する（全力でハグ、またはぶん殴る）必要があり、典型的な「明り」の魔法も無意味に全身から光を放っている。基本的には主に魔法で強化した肉弾戦か、妙に大規模な放出魔術が攻撃手段となる。
本人も自身の能力は戦闘オンリーだと把握しており、子供たち（奥さんが4人で、総勢18人。その後、更に増えている）も魔力を受け継いでいない以上、跡を継ぐ長男以外も暮らしを立てるために必要と教育には力を入れている。子供好きでもあるが、大抵の子供はインパクト抜群の見た目から怖がられて懐かれることは少ない。
本人は完全なアウトドア派で、獲った獲物を自ら処理して塩を振って焼いたものが大好物と、庶民的な味を好むB級グルメ。後にヴェンデリンの影響でマヨラーにもなった。大食らいで大酒呑みだが、どちらもヴィルマやリサに敗北しており、子供っぽい対抗意識を燃やすことが多い。
30歳になったヴェンデリンが家督を長男に譲り引退したのを知ると、「王宮筆頭魔導師」をヴェンデリンに押し付け、自身は再び冒険者業にもどった。
ルックナー財務卿
声 - 八木岳
法衣侯爵。財務を始めとした役付き系貴族を纏める大物貴族。財務担当として予算の引き締めを進言したりする役どころで、憎まれ役に近いがヴェンデリンを敵視している訳では無い。物ごとをフォローするのが上手いが、時折チョンボする。弟や父親が遺した問題ではヴェンデリンに対し貧乏くじを引きっぱなしだった。
ヴェンデリンとカタリーナの間に生まれた男子（再興される予定のヴァイゲル準男爵家当主）に一族から嫁を出すことが決まっている。
エドガー軍務卿
声 - 平林剛
法衣侯爵。軍属であり、軍衣系貴族を纏める大物貴族。ヴィルマの養父。ブラウンの頭髪を角刈りにし、カイゼル髭という如何にも軍人という風貌。ヤクザも道を譲る強面だが、正妻の身分が低いヘルマンに男爵家の義娘（実際には庶子だが、伯爵家から降嫁してきた妻が怖くて認知できなかった）を探してくる気配りができるという貴族らしからぬ一面をもつ。
ヴェンデリンが提案した「サングラス」を気に入って、軍務閥の同僚たちと王宮内でも愛用していたが、国王陛下から「怖い」と言われ王宮内での着用が禁止されている。
デルメンタール内務卿
国内貴族の管理を行う職務をもつが、ヴェンデリンにとある貴族を潰されたことを根に持ってバウマイスター辺境伯家の重臣であるエルヴィンを領地貴族として独立させようと干渉してくる。
エクムント・フォン・ホーエンハイム枢機卿
声 - 浅科准平
法衣子爵。教会の重鎮でエリーゼの祖父。孫がいる年齢ながら当主を続けており、その老獪さから妖怪呼ばわりされている。
「最有力な次期総司祭」と目されていたが、ヴェンデリンとの縁がつながり、あまりに勝ち続けているため、総司祭選には出馬せず「キングメーカー」になることを選択した。
アルテリオ・マーシェン
声 - ロバート・ウォーターマン
ブランタークの元・冒険者仲間で、現在は王都で商会を営んでいる。ヴェンデリンが王都訪問の際に搭乗していた魔導飛行船に乗り合わせており、アンデッドドラゴン討伐後の素材評価の折、知り合う。
ドラゴン討伐の功績評価に王城に招かれたヴェンデリンに同行し、ドラゴンの素材（巨大な魔石と骨）を値切ろうとしたルックナー財務卿に適切な価格を評価した。
ヴェンデリンから調味料や材料レベルの食材（使用頻度の割には作るのが手間なので、製造方法を教えて大量生産させ、それを買った方が早いという考えから）の製造方法、フランチャイズなどの経営法を教えられ商売の手を広げることに成功し商会の規模が大きくなった。陞爵前に知り合っていたツテからバウマイスター伯爵家筆頭御用商人となる。
ブランタークとともに属性竜ほどではないが竜討伐において、怪我を負い冒険者を引退し、それをきっかけに商会を発足させた。
ワーレン
声 - 宮園拓夢
近衛騎士団の中隊長を務める騎士。
身長百八十センチを超える長身で、金髪・碧眼・イケメンと絵に描いたような騎士であり、下級法衣貴族家の三男。TVアニメ版では薄茶の髪。
ブランタークから魔力の制御と使用量の節約などを習った。普通の人よりは多めに魔力があるが、一日にファイヤーボールを数発打てば終了となる。魔力で具現化した現象を外部に放出できない。その代わり、魔力で己の体や武器を強化して戦う所謂「魔法騎士」としての才能で近衛騎士団の中隊長を務めている。
レンブラント
法衣男爵。胡散臭い関西弁を話すバーコード頭の男性。建築物を破壊することなく移設する「移築」魔法の使い手で、本人も歴とした建築家。「瞬間移動」も使えるので、貴族や王国からの依頼で向こう数ヶ月は予約が埋まっている。だが、開発特需が進んでいるバウマイスター領の依頼は優先して受けている。
元は貧乏騎士爵家の四男だったが、魔法のおかげで貴族になれた。
オーガス・リネンハイム
ホーエンハイム枢機卿から紹介された不動産屋。ラメ入りスーツに銀色蝶ネクタイ、金縁メガネといった見た目に反して商売は手堅いが、不良物件をあこぎに買い叩くことも有る。
ヴェンデリンに屋敷を手配する見返りとして、なにがしかの事件が起こり、その結果レイスが出るようになったことで塩漬けにされていた瑕疵物件を浄化してもらった。その後もバウマイスター領などで入り用になった建物を手配 している。
息子のゴッチがバウルブルクで不動産屋を開業している。
ロマーヌス・アルベルト・フォン・ヘルター公爵
エリーゼを「二十五番目の側室」にしようとし、ヴェンデリンに決闘を迫るメタボ体型の貴族。籍に入っていない愛人は、側室の三倍の数がいる模様。金髪を七三分けにしている。先代の国王の末弟であり、現国王ヘルムート三十七世の叔父。素行の悪さが祟り、王族の間でも鼻つまみ者として侮蔑され、王都の住民には知恵遅れ扱いをされていた。誰が叱責しても聞く耳を持たないため、辟易した国王が潰す機会を待っていた模様。浪費を重ねて借金まみれ。TVドラマの放浪画伯のようにどもり語尾に「〜だな」がつく話し方をし、ヴェンデリンは笑いをこらえていた。ホーエンハイム枢機卿が何度断ってもエリーゼを諦めようとはせず、ヴェンデリンと彼女が婚約したと知ると今回の決闘を目論んでいた。白手袋を2回投げるもヴェンデリンにかわされ、正式には決闘は成立していない。
冒険者を雇って中型種の飛竜を捕縛させ、魔法を跳ね返すミスリルコーティングの鎧を装着させてヴェンデリンを倒し、賭けの胴元として大金を手に入れようと企む。しかし、制御不能の飛竜を決闘場所の王立コロシアムに放ったため、ヴェンデリンの魔法障壁で跳ね飛ばされた飛竜に餌認定され、ヴェンデリンが飛竜を討伐後、国王の命を受けたアームストロングにより取り巻き共々に捕縛される。ヘルター公爵家は改易、自身は地方の修道院送りとなり、妻は貴族籍を剥奪された子供と共に実家に戻ることになった。
書籍26巻にて再登場。クーデター派閥の表看板として引っ張り出されるが、本人はエリーゼを手に入れることしか頭にない。あの世での修業から帰って来たヴェンデリンに（殺す気で放った）絶対零度攻撃で凍結されるが、解凍したら蘇生するなど非常識な存在となっている。
ディートハルト・フォン・バルシュミーデ男爵
ヘルター公爵の腰巾着。まるでカマキリのように痩せており、ヴェンデリンに「カマキリ男」と呼ばれる。取り巻き全体の知能レベルが低いため、他より少し上回ることで知恵袋扱いとなっている。陰謀が失敗に終わり、ヘルター公爵と同様の処分を受ける。
書籍26巻にて再登場。クーデター派閥の表看板となったヘルターの世話係として引っ張り出された。相変わらずのセコイ手で勝ちを拾おうとするが、帝国内乱を始めとした実戦を経験したヴェンデリンたちにとってはわざわざ生かして捕えるような存在でもないため、あっさりと処分される。彼が死ぬと戦闘中にもかかわらず取り巻きたちの後釜争いが起こっていた。
ルーカス・ゲッツ・ベッケンバウアー
声 - 岡崎雅紘
魔導ギルドの研究主任。優秀な人物だが、空気を読めない性格で、更に一言多い。特に女性に対してデリカシーに欠ける発言が多く、頬を張られることが多い。魔力を流すだけで魔法を発動させられる魔法陣を研究しており、ヴェンデリンが前世知識から作り出した「シリコンウェファー」に魔法陣を刻み魔道具の中枢部品とする技術を確立する。
実家は貴族御用達の下着専門店で仕立ての技術もあるが、前述の通り一言多いため接客には難がある。
ヘンリック
アームストロング導師の次男。魔法の才こそないが、導師の息子だけあって並以上の武芸は嗜んでいる。商人として独立、小型とはいえ魔導飛行船で未開地を飛び回り荒稼ぎしている。ただし、飛行船の購入資金は導師からの借金。利子や返済期限がある訳ではないが、下手を打って返済ができなくなったら殴られるんじゃないかと恐々としている。バウマイスター家で緊急的な移動手段 が必要になった際には傭船契約を結ぶことも多い。
ユーファ
教会所属の女神官。限界を超えた身体強化とそれによる肉体損傷を自己治癒しながら走る「快速」という聖魔法を使うことができる。馬車を上回るスピードで1日に1000キロメートル以上を走破することが可能。ほかの魔法は使えないが「快速」はニュルンベルク公爵が起動した「移動・通信」妨害の魔道具による影響を受けないため、帝国内乱時にホーエンハイム枢機卿の命でヘルムート国王のメッセージをヴェンデリンに伝え、王国にはヴェンデリン一行の無事を報告するという使者の役目を負うことになる。
そばかす顔に、焦げ茶色のショートカットの髪の毛には一本アンテナのようなアホ毛が生えている。教会関係者なのでエリーゼの知己でもある。ほんの数ページしか出番がないのだが、挿絵で容貌が描かれた恵まれたキャラクターである。

#### ブライヒレーダー辺境伯家
アマデウス・フライターク・フォン・ブライヒレーダー
声 - 近藤浩徳
ヘルムート王国のブライヒレーダー辺境伯家現当主。34歳（ヴェンデリン15歳時）。WEB版第24話では茶髪、同第92話では銀髪。
ヴェンデリンが生まれたかどうかくらいの頃、先代の当主がバウマイスター領にある「魔の森」に万病の妙薬を求めて侵攻した末に戦死。その原因であった不治の病の長男・ダニエルも父の馬鹿さ加減に批判しながら憤死（世間にはそのように伝わってはいるが、実際にはもっと穏やかな最期だったようである）。次男だった彼が、持ち回りで爵位を継いだ。腹が立つことがあった際には不気味なほどの笑顔を振りまいて接するので家臣からは怖れられている。
ヴェンデリンがブライヒブルグの冒険者予備校に入学したのを知り自身が主催するパーティー招待し、ヴェンデリンと知り合う。その際、ヴェンデリンがアルフレッドから相続した「魔法の袋」の中に、かつて「魔の森討伐」の軍需物資が残っていたであろうことをヴェンデリンに伝え、返還要請をする（報酬として評価額の2割・1000万セントを支払う）。以降ヴェンデリンと友好な関係を持ち続け、貴族として実家から独立したヴェンデリンの寄り親になる。
ヴェンデリンのバウマイスター伯爵家成立以降、南部開発に積極的に関わりブライヒレーダー辺境伯家も好景気となり富を増やす。他の貴族からは「独り勝ち」と陰口を言われている。
趣味は読書と古書の収集。基本的にジャンルは問わないようだが、結構な希覯本も所蔵している。詩など文章の評価に関しては認められているが、自分が書くとなると頓珍漢な内容になる（余計な修飾語は必要ない「紀行文」などは得意）。
アーカート神聖帝国編にて以前の親善訪問時に恋仲となった帝国人女性との間に隠し子が出来ていたことが判明した（妊娠が発覚したのは帰国後で本人は知らなかった）。外で子供を作ったことはともかく、その子供を10年間面倒も見ずに放置していたことに関して奥方たちに絞られ、「今度やったら詩集（フィリーネの母に残した、大変に酷い出来 の）を出版する」と言われる。フィリーネに関しては親バカそのものの反応を示す。
本人も含めてブライヒレーダー領の兵たちは武に疎く弱い。そのことは本人達も自虐するほどであるが、ヴェンデリンと懇意であるためにブロワ家との戦争時などではバウマイスター伯爵家兵を出してもらい事なきを得ている。他、王都とバウマイスター領の間にある為に人手不足のバウマイスター領への各種援助などで大儲けしている。
ブランターク・リングスタット
声 - 屋良有作
48歳（ヴェンデリン12歳時）ブライヒレーダー辺境伯家の筆頭魔法使い。アルフレッドの師匠にあたる上級魔法使い。ヴェンデリンなどより魔力は少ないが、魔力の大きさよりも効率的な運用や、緻密なコントロールを得意とする技巧派。多くの魔法使いや魔力持ちの指導をしている。特技として一度会ったことのある魔法使いなら、魔力の反応を数千kmの範囲で探知できる。
長年、独身を貫いていたが、冒険者時代に稼いだ分も含めて洒落にならない資産を持っていたので「死後にゴタゴタされると大変だから」と、主命によりブライヒレーダー辺境伯家・バウマイスター伯爵家合同主催の「大お見合い会」に強制参加させられ、とある貴族の令嬢・アガーテ(20) と結婚した。娘も生まれ、自身が歓楽街の常連だったことは棚に上げて「娘の婿に浮ついたヤツは許さん」と親バカぶりを発揮している。
本編のその後を語る「みそっかす」では、成長した娘の婿に無能なブライヒレーダー領の貴族たちが息子らを押し付け資産を奪おうと画策するが、弟子として可愛がっていたヴェンデリンの息子の1人が婿入りすることとなった。
アルフレッド・レインフォード
声 - 浪川大輔
ヴェンデリンの魔法の師匠。元・ブライヒレーダー辺境伯家の筆頭お抱え魔法使い。享年30。
身寄りのない孤児だったが、出会いと魔法の才に恵まれて超一流の魔法使いとなる。一時期は王宮筆頭魔導士候補として有力な存在だったが、王宮勤めを嫌い先代ブライヒレーダー辺境伯に雇われる。しかし、辺境伯のバウマイスター騎士爵家領内にある「魔の森」への侵攻の際、味方を逃がすために孤立して戦い続けて死亡。心残りから「語り死人」となる。自身が身に付けた魔法と遺産を託せる弟子を探し求めてヴェンデリンと出会い、「器合わせ」を始め、各種魔法の要点を2週間に渡って指導。最終日にヴェンデリンが習得した「聖」魔法で成仏した。
ヴェンデリンにとってはエーリッヒと並んで尊敬する対象であり、彼に関することでは「真面目なお弟子さんモード」になってしまう。お茶目なところもあり「精力回復」など、6歳時のヴェンデリンには習得する意味がなかった魔法は「袋綴じ本」として遺した上で「結婚したら読んでね」と伝えていた。
帝国内乱でニュルンベルク公爵のお抱え魔法使い「ターラント」の魔法・英霊召喚で現世に一時的に復活。ヴェンデリン・アームストロング・ブランターク3人を同時に相手しながらも余裕で戦う死後も凄腕の魔法使いであることを証明したが、ヴェンデリンの圧倒的な魔力量の前に敗北。戦いながらもヴェンデリン達に魔法指南を行い、ターラント死亡による英霊召喚効果が切れる際、「100年後あの世でまた会おう」と言葉を残し去っていった。

#### ブロワ辺境伯家
フィリップ、クリストフ
王国東部を統括するブロワ辺境伯家の長男と次男。父の危篤を機に以前から揉めていた次期当主を争い始める。ブライヒレーダー辺境伯との紛争を起こすが、互いに牽制し合って前線に出てこない上「どちらが裁定を仕切るのか」で揉め続ける。母親の身分が低い長男に、母親が正妻な次男と「将来揉めてください」と言わんばかりの関係。
元々、このブロワ辺境伯紛争は、バウマイスター伯爵家の行う南部開発に関与する為に起こした紛争だったが、ヴェンデリン介入により、状況は一気にブロワ辺境伯家劣勢に追い込まれた。更にある種暴走状態となった従士長の立ち回りも酷く、賠償問題でヴェンデリンに3億5千万セントとヘルタニア渓谷を割譲する羽目になる。ヘルタニア渓谷は大量のミスリル・金・銀・銅・鉄などを保有する渓谷だったが魔境だった為、ブロワ辺境伯家も利用できずにいた。しかし、今回ヴェンデリンが入手したことにより魔境が解放されバウマイスター伯爵家の有力な資産となった。
フィリップ（長男、35歳）は軍才に恵まれ、「軍人としては優秀」なのでエドガー軍務卿のお気に入り。正妻はブロワ家の従士長の娘で、諸侯軍幹部の多くはフィリップを支持していた。
クリストフ（次男、34歳）はタイプとしてはブライヒレーダー辺境伯に似ている。軍才はサッパリだが、文官肌で内政能力に長け、事務官僚の支持をうけている。
父親が亡くなるも肝心の家そっちのけで揉めている間にヴェンデリンの協力を得た末妹の庶子・カルラの手引きで叔父のゲルトが辺境伯を継ぎ、ブロワ家にはいられなくなってしまった。戦争で多くの家臣を失い、寄り子としていた多数の貴族には離反されてしまい、結局それぞれの母親に、嫁いだ陪臣家から離縁された姉妹たちと纏めて王都の屋敷に移され、捨扶持としての騎士爵位を与えられて「フレーリヒ騎士爵家」として自活することになる。
アーカート神聖帝国での内乱勃発後に王国からの派遣軍の一員として越境するが、後方に待機を余儀なくされる。挙句、無能な指揮官のレーガー侯爵がニュルンベルク公爵の反撃に遭って戦死し敗走。何とか敗残兵をまとめて北方へ向かう選択をして、ほうほうの体でヴェンデリンたちに合流。合流後は残留王国兵（約4500名）の指揮官・参謀役として本来持っていた筈の能力を存分に発揮し、紛争で地に落ちた名誉を回復。内乱後はフィリップは子爵に陞爵、クリストフも男爵に叙され分割独立、実戦経験者として優遇される。
カルラ
ブロワ辺境伯家の庶子。その容貌はヴェンデリンの前世における学生時代の彼女に似ており、エルが一目惚れした。
母親共々実家であるベンカー騎士爵家に預けられていたが、年老いて耄碌した父親に呼び出された。ブロワ家では会ったこともなかった兄弟姉妹に嫌われ、ブライヒレーダー辺境伯との紛争では臨終寸前の父親から後継の言質を取るまで動けないフィリップ・クリストフの代わりに遠征軍の総大将代理にさせられていた。
本人にはブロワ家に関わる気は毛頭なく、縁を切ることを考えていた。紛争とブロワ家の継承が片付いた後は以前から交際・婚約していたカミル・ローベルト・フォン・プルーク と結婚。彼の仕官先であるホールミア辺境伯領に旅立っていった。
ゲルト
王国東部を統括するブロワ辺境伯の弟。辺境伯家の印綬を預かっていた紋章官を匿っていたが、カルラからの提案で甥二人を出し抜いて辺境伯家を継ぐ。弟と言っても先代の当主が晩年になってからメイドに手を付けて生まれた子で、兄である現辺境伯と30は歳が離れている。

### アーカート神聖帝国
ペーター・オスヴァルト・デリウス・フォン・アーカート
アーカート神聖帝国皇家出身である皇帝の三男。世間の評価は所謂「放蕩息子」だったが、実は兄弟から「皇帝の座を狙うライバル」と思われないために愚者を装っていた。そのおかげでニュルンベルク公爵からも軽視され、監禁もされずに自由に振る舞えていた。情勢次第では、打って出るために自身の取り巻きと支援してくれる商会と連携を取り情勢を睨んでいたところ、態勢立て直しのためにニュルンベルク公爵が自領へ撤退を開始。テレーゼとヴェンデリン率いる北部貴族連合軍が帝都に進行。テレーゼの皇帝への対応とヴェンデリンへの”甘え”を見て、両者の決裂を予想し、ヴェンデリンに接近し、協力を取り付ける。ニュルンベルク公爵討伐軍を率いていく父親や長兄・次兄がニュルンベルク公爵に敗れ死亡するが、ヴェンデリンらとともに皇宮に乗り込みつつ、宮廷貴族を取り込み、帝国議会を説得し臨時に摂政に就任。自身に反発する親族らを追放や殺処分するなどして己の権力基盤を強化し、再度、ニュルンベルク公爵軍追討の激を帝国中に発する。ヴェンデリン等の協力もあり、ニュルンベルク公爵の軍勢を破り、摂政から帝国宰相に正式に就任。その後、皇帝選挙を踏まえ新たな皇帝に即位した。ヘルムート王国と即時講和を結び、帝国復興を推進。内乱によってかなりの選帝侯を含め貴族家が滅亡したことを受け、結果的に帝国政府が強化されニュルンベルク公爵が推奨した「中央集権強化及び帝国の富国強兵推進」が実施される事となりペーター自身も「皮肉だ」と評している。自ら見出した、エルヴィンに「俺ではアイツに勝てない」と言わしめた超一流の剣士マルクと、ブランタークが「カタリーナの嬢ちゃんに匹敵する魔法使い」と評したエメラを側近として抱えている。後に筆頭魔導士となったエメラを非公式の愛人とし、子供を儲けている。
マックス・エアハルト・アルミン・フォン・ニュルンベルク
アーカート神聖帝国の選帝侯七公爵家のひとつ、ニュルンベルク公爵家の当主。テレーゼとは幼馴染であり、幼いころは冒険者になるのが夢だった。
皇帝選挙に出馬するが落選し、内乱を起こす。本人としては公爵家当主という立場も自身が望んで手に入れたものではなく、自身の力で帝国を手中に収めてみようと考えた。
アルフォンス
テレーゼの従兄弟。内乱の結果、当主を退いたテレーゼに代わってフィリップ公爵家を継いだ。中々にフランクな人で、趣味に関してはヴェンデリンと意気投合していた。
タケオミ・フジバヤシ
ミズホ家に仕え、魔刀使いを揃えた「抜刀隊」に所属するサムライでハルカの兄。優秀な人物だが度を越したシスコンでもあり、妹と恋仲となったエルを敵視している。14巻で2人が結婚式を挙げても諦めず、新婚旅行も兼ねたお札参りを邪魔して婚姻を反故にしようとしたが、ヴェンデリンや親戚の少女・カエデに妨害されて失敗。挙句の果てに10歳も年下のカエデと婚約が決まったと周囲に認識されている。
ピーチュ四兄弟
帝国内で虎の子として育成されていた上級魔法使い。一卵性の四つ子でそれぞれ火・水・風・土の得意属性に合わせたローブを着ている。上級クラスの魔法使いが不足していることから実戦には出されずにいたが、同年代のヴェンデリンの活躍が伝わると口さがない貴族に皮肉られるようになり、元々自信過剰に陥っていたことからニュルンベルク公爵の内乱に加担する。本来はヴェンデリンを公爵側へ寝返りさせるよう工作することを命令されていたが、それを無視。師である筆頭魔導師を不意打ちで殺したことを自慢してヴェンデリンたちの怒りを買うなど、実戦経験の不足が災いして死亡した。

### 魔族 / ゾヌターク共和国
アーネスト・ブリッツ
リンガイア大陸とは別に存在する地・ゾヌターク共和国より訪れた「魔族」。だが、侵略の尖兵とかではなく本業は考古学者で、リンガイアにも存在した古代魔法文明の研究を専門としており、発掘された魔道具を整備・修復する技術も持っている。すでに百数十年生きているが、人間の年齢で言えば4〜50代の中年である。白いタキシード風の服にシルクハット、片眼鏡に口ひげという出で立ちである。
アーカート神聖帝国でニュルンベルク公爵領内の遺跡発掘の許可と引き換えに発掘・整備・修復した魔導装置や魔導兵器を提供していた。稼働させるのに膨大な魔力を必要とする魔導装置を一人で動かす魔力の持ち主 だが、本人は純然たる研究者であり、戦闘は得意ではない。自身の研究を認めてくれるなら旗の色はどうでもいいタイプ。バウマイスター伯爵領にて監視付きの研究生活にもまったくストレスを感じておらず（食事はミズホ料理が良いと注文を付けるくらい）、むしろ手つかずの遺跡の多さにご機嫌である。古代遺跡トンネルを皮切りに領内の遺跡の発掘を続け、稼働可能な魔導飛行船を複数発見した。
数年後には「餌（遺跡などの調査研究対象）さえ与えておけば無害」と判断され、王立アカデミーの研究者と共に王国中の遺跡を調査・研究している。屋敷にはほとんど戻らなくなったらしい。
母国では現在生死不明扱いだが、大学に教授として籍を置いており、ゼミを受けた教え子もいる。
モール、サイラス、ラムル
魔族の若者たち。一応は大学卒で、学生時代はアーネストのゼミ生だったが、共和国の事情から長らく無職で王国との交渉団を警護する防衛隊に青年軍属（建前上は臨時雇いの短期労働者）として雇われていた。
長引く交渉に暇を持て余して海に出た際に食料調達という名分で釣り・漁をしていたヴェンデリンたちと遭遇した。かつての恩師であるアーネストと再会し、なし崩し的にヴェンデリンたちの共和国訪問に同行。その過程で魔王様の経営する農場に就職する。
その後、同じ農場で働く女性たちとの結婚が決まる。稼ぎを増やすべくアキツシマ島の開発援助の担当として出向してくる。結婚してからは仕事も順調、課長職に昇進し子供も生まれて日々充実している。
ルミ・カーチス
魔族の国で一番の発行部数を誇る新聞社「エブリディジャーナル」の新人記者。モールたちの二年ほど先輩でアーネストの教え子でもあった。
結婚願望はあるが相手がおらず、就職難で無職だったモールたち3人に養う前提で誰でもいいから結婚してと迫るも、学生時代の彼女を知ることから撃沈。
その後、モールたちが昇進どころか社内結婚をし子供を授かったことで無職と馬鹿にしていた3人組との立場が逆転し焦り出す。
エリザベート・ホワイル・ゾヌターク999世
かつて魔族を支配した「魔王」の血を引く少女（魔族基準で小学生）。魔王と言っても現在は完全な名誉職で実権は無い。後にヴェンデリンと「器合わせ」をした影響で魔族には珍しい「瞬間移動魔法」を使えるようになる。ヴェンデリンとの男女の関係については直接的な描写は無かったが、Web版本編最終話で語られる遥か未来の世界には「（バウマイスター辺境伯家の）初代様は、何と魔族の王も妻にしたそうだ」という逸話が残されている。
ライラ・ミール・ライラ
先祖代々「魔王」の宰相を務める家系の女性。魔王の養育費を捻出すべく複数のバイトを掛け持ちしていたが、魔王様発案の過疎地を再開発する事業が軌道に乗り、そこを管理する社長に納まった。更に、ヘルムート王国政府やバウマイスター伯爵家に「型落ちの魔道具及び中型・小型の魔導飛行船」を密貿易で売却、莫大な収入となり、これが再開発事業の元手となっている。魔族からすれば廃棄処分予定の産物であり、元手がかかっておらず、十分に旨味のある事業だった。

## 用語
リンガイア大陸
作中の舞台となる大陸。中央部にある大峡谷「ギガントの断裂」で南北に分断されており、南側が「ヘルムート王国」。北側が「アーカート神聖帝国」と呼ばれる国家の支配地域となっている。
地名・人名はドイツ風だが、使用されている文字は日本語とローマ字。ただし識字率は低く、読書や書類仕事をしない者は貴族でも「ひらがな」や「カタカナ」しか書けず、また読めない。結婚については、それなりの資産や身分のある男性は2人以上は妻を娶ったり愛人を囲うのも不文律となっていたりする。女性の嫁入りに関しては、平民ならともかく貴族の場合「家格が釣り合うかどうか」が重要視され、下から上に嫁ぐ場合は正妻となる可能性はなく、上からだと精々「二つ下の家まで」が条件となる。そのため、王族や大貴族になるとタイミングが悪くて嫁ぎそびれた娘が結構いる。成人と認められる年齢が「15歳」であるためか、女性は20歳を過ぎて未婚だとすでに崖っぷちである。
1万年ほど前に存在した「古代魔法文明」で行われた魔法実験の失敗で大規模な崩壊を経験しており二つの国家による支配体制が成立した現在でも再開発・復興の最中である。農業・漁業などはともかく、畜産は小規模かつ未発達で逆に高価になっている。食肉に関しては人里以外の森や山、平原にも獲物となる動物がいるほか、魔物の領域などで魔物を狩って来た方が育てるより手っ取り早いという理由もある。
古代魔法文明時代には現代日本と大差ないレベルの社会だったためか、君主・貴族制度が布かれていながら意外と細かい法律が整備されている面がある。
ギガントの断裂
リンガイア大陸中央部にある大峡谷で、大陸を南北に分断している。大規模な橋は掛けられておらず、かつて王国と帝国が戦争をしていた頃は峡谷の対岸を占領しても橋を落とされることで奪い返されるの繰り返しだった。ほぼ物理的に隔てられているため、大陸を統一するより分割して統治していた方が効率が良いという一面がある。
ヘルムート王国
主人公の住む国。リンガイア大陸の南側を支配する大国。首都は「スタットブルク」。
王政国家と言っても王族が国の資産を好きに使えるわけではなく、職務上の予算以外は毎年支払われる年金でやりくりしている。
大臣級の閣僚はそれぞれの門閥貴族の当主が5年の任期ごとに持ち回りで就いている。
貴族は「剣を以て王家に仕える」という建前上、貴族家の当主及びその跡取りは王都で主宰される武芸大会の（例え、他にもっと得意な武器があっても）「剣の部」に最低一回は出場することが不文律とされている。
バウマイスター騎士爵領→伯爵領→辺境伯領
およそ100年ほど前に王都バウマイスター騎士爵家の次男が大陸南部の未開地を開拓して成立した領地。
リンガイア大陸の最南端に位置し、広さだけなら伯爵‐辺境伯領クラスだが、無計画かつ非効率的な開発で物語開幕時点で未だに村が三つ、人口も800人程度の僻地。また、初代当主は実家からかなりの援助を受けていたが自活可能になった時点で連絡を絶っており、援助金（厳密には借金ではないが、出してもらった分は返済するのが礼儀）の返済を踏み倒していた。
北は飛竜や危険な野生動物などが棲む「リーグ大山脈」がそびえており、一番近いブライヒレーダー辺境伯領との行き来も月単位で日数がかかる状態だった。海側も東西の海岸は断崖絶壁や大渦に隔てられているため、水上船では大陸南端まで回りこまねばならなかった。
未開拓の地域がバウマイスター“伯爵領”となった事で、大々的な開発事業が始まり、領都となった「バウルブルク」とは魔導飛行船による定期便も行き来するようになり、大山脈を貫く古代文明遺跡トンネルも開通した。未開地が広すぎることもあって元からあったバウマイスター騎士爵領（ヘルマン）のほかにもバウマイスター準男爵領（パウル）・ヴァイゲル領・マインバッハ領・オイレンベルク領など、複数の分家貴族領が作られている。当主であるヴェンデリンを始めとして優秀な魔法使いが揃っているため、初期開発に関する費用は非常に安く上がっている。
バウマイスター領のある場所は、古代魔法文明時代には「アキツシマ共和国」という高い魔導技術を誇る民主国家だった。
魔の森
バウマイスター領にある魔物の領域。大陸中にある魔物の領域だが、ここは発生以来、1万年に渡って手付かずの状態だったためか、かなり異質な進化を遂げている。
未確認の魔物やバナナ・コーヒー・カカオなどの植物が巨大化して繁茂している。開発が始まって以降はこの森から採れる素材や採集物がバウマイスター伯爵家の大きな資金源ともなっている。
大リーグ山脈縦貫トンネル
古代魔法文明時代に建設されたトンネル。極限鋼の鉄筋を仕込んだ特殊コンクリートと「状態保存」の効果で1万年経過しても使用には問題はない。片側5車線の広さを持ち、緊急避難スペースや魔導装置による照明、換気装置も設置されている。運用コストがバカにならない魔導飛行船ではフォローしきれない流通の要衝となる。
パウルの領地に隣接しているが、トンネルそのものはヴェンデリンの伯爵家と王国から派遣された警備隊で管理している。通行料は銀貨1枚（100セント／1万円）。
開通当初は馬車をそのまま通行させていたが、荷を積んだ馬車の速度では軽く数日かかる距離とトンネル内に馬糞の悪臭が篭り気味になることから、馬車は1車線に限定し荷物の運搬はトラック型の魔導四輪(運送業務は伯爵家が経営)による輸送に切り替える。
アキツシマ島
リンガイア大陸南方海域に存在する島嶼地域。ミズホ家と同じくアキツシマ共和国から脱出した一族の末裔が暮らしていた。元々は「秋津洲家」が統治していたが、現在は島内最大の水源「琵琶湖」を支配する三好家とそれに従う領主を中心にして東西南北に50家ほどのその時々の情勢で離合集散する小領主が散在している。
火山島というより、海から突きだした火口の内側に住んでいる様な状況。島の面積と人口数に比較して水資源が貧弱。井戸を掘れば水は出るのだが、一定の深さに「黒硬石」という固い岩盤層があって上級クラスの魔法でも簡単には砕けず、1人だと数日かかる（導師、ルイーゼ、ヴェンデリンの3人が全力で一撃ずつ入れて何とかなった）。
「人工魔法使い」の実験による影響か、島の中の50ほどある領主家の家系は魔法使いが生まれやすい。しかし、1万年の間に血は薄れているのか、家の当主でも初級から中級クラス。
女性でも当主になれるが、当主は女性でも代々の世襲名を名乗る風習がある。長い間魔法使いが統治してきたことからか「強い魔法使い＝偉い」という図式が出来上がっている。
アーカート神聖帝国
リンガイア大陸の北側を支配する国。首都は「バルデッシュ」。世襲ではなく、皇族と選帝侯から立候補した候補者を貴族議会の投票によって選出される皇帝が統治している。
多くの民族が暮らす多民族国家で、地域差も大きく、地元民の血を引く者でなければ領主になれない土地も多い。
かつての戦争が停戦し200年経過した現在でも仮想敵国なのは変わらないが、10年に一度の割合（時期は5年ずれている）で互いに親善訪問は行っており、王や皇帝が代替わりすると挨拶の外交団が派遣されている。
ミズホ伯国→ミズホ公爵領
帝国内で自治が認められているミズホ上級伯爵家によって支配されている地域。帝国の内乱を経て公爵家となり分国扱いら帝国領に組み込まれたが、それでも帝国政府との一定距離は保っており、皇帝選挙には出馬しないことを宣言している。
なぜか日本的な文化・風習が根付いており、ヴェンデリンにとっては非常に懐かしい土地柄である。ほぼ日本刀の「ミズホ刀」に、魔法効果を持つ「魔刀」。魔法版ライフルの「魔銃」など、独特の武器とそれを使いこなすサムライによる抜刀隊を組織している。
ミズホ刀はともかく、魔刀や魔銃は専門の職人による定期的なメンテナンスが必須でミズホ伯国の独占技術となっている。
自国の独立を守るためにも「不当な侵略には正当な報復を」がモットーで、過去ちょっかいを掛けた帝国軍や帝国貴族は散々な目に遭っている内陸部に住みながら海産物が好きなため、沿岸部に漁師として出稼ぎしたり領外へ商売に出ることも多い。そのためサムライではない商人でも自衛程度の武芸の心得がある者が多い。
アーネストの言によると、現バウマイスター領である「アキツシマ共和国」の流れをくんでいる。
セント
リンガイア大陸で使用されている通貨。
200年前の停戦時に商取引の円滑化も含めて規格が統一されており、王国・帝国ともに名称が違うだけで同じ形式の通貨を使用している。
銅貨一枚で1セント（約100円）から、
銅板一枚で10セント（約1000円）、
銀貨一枚で100セント（約1万円）、
銀板一枚で1000セント（約10万円）、
金貨一枚で1万セント（約100万円）、
金板一枚で10万セント（約1000万円）、
白金貨一枚で100万セント（約1億円）となっている。
ミズホ伯（公）国では領民向けとはいえ独自通貨を制定しており、1モン（1セント）、1シュ（100セント）、1リョウ（1万セント）となっている。10万セント以上の通貨（金板、白金貨）は貴族・王族やごく一部の商人・冒険者の取引しかないため、規定されていない。
収入の一例：法衣準男爵の年金が「金貨30枚（30万セント＝約3000万円）」だが、王都の警備隊に務める隊員（パウルやヘルムート）は年収が「金貨3、4枚」と約1/10。
魔法使い
この世界の人間は誰しも多少の魔力を持っているが、大半はちょっとした火種をだしたり、コップ一杯程度の水をなんとかひねり出せる程度で、正しく“魔法”と言えるレベルの力を持つ者は少ない。魔力量は身体と共に成長するか上位者との「器合わせ」という行為で増大するが、身体的に成熟するに連れて成長は止まる。
魔力量によって「初級・中級・上級」とクラス分けされ、火・水・風・土の四系統や「聖」「闇」の属性があるがそれぞれに適性があり、魔力量の多寡に関わらず、使える魔法、使えない魔法が存在する。イメージを魔力によって具現化する物なので、呪文や決まった使い方というものは存在しない。
軍や政府機関では戦闘に役立つ魔法よりも「瞬間移動」や「遠距離通話」といった兵站や距離の概念を覆す魔法を使う人間を優先して押さえている（戦闘特化の魔法使いは戦時には自然と集まってくるからという部分もある）。「瞬間移動」持ちの魔法使いは移動可能な場所を増やすために国内を一通り巡回させられる。
その素質はほぼ遺伝せず、地位や家系に関係なく現れる一種の「先祖返り」で、貴族を除いても実家は種々雑多な生業をもつため、魔法使いとして独り立ちするまでに副業としてやっていけるだけの技能・知識を身につけている者も多い。
古代魔法文明時代に意図的に魔法の素養を持たせた人間（人工魔法使い）を生み出す計画も行われている。
器合わせ
自分より大きな魔力を持つ者と接触した状態で身体に魔力を通し合うことで起きる「魔力の小さい者が大きい方に引きずられる現象」を利用した魔力量増大法。行えば最低でも成長限界までは魔力量を上げることができる。魔力量の差が極端に違う者同士だと、低い方が「魔力酔い」を起こすが、その時点でまだ成長限界を迎えていない場合は魔力酔いを起こさない。
互いの魔力を交感させる関係上、師弟や親子・兄弟姉妹ならともかく、通常の場合男女間では行われない。もっとも、基本的に兄弟姉妹どころか実の親子でも魔法使いになるのは珍しいので、この決まりごとに意味があるのかは不明。
等級は大雑把な区分けに過ぎず、同じ級でも下と上ではかなりの差がある。その上、得意な系統に特化したタイプであったり、魔力の制御技術や実戦での戦い方も加味すれば、魔力が多ければ強いという訳ではない。

魔道具
文字通りの「魔法の道具」。大別して初級以上の魔力の持ち主だけが使える「専用具」と、それ以下の一般人でも使える「汎用具」がある。
例として見た目を上回る収納力を持つ魔道具「魔法の袋」で言えば、専用具は使う魔法使いの魔力容量で収納量が変化するが、「汎用具」の場合、収納力は製作時に設定されたままな代わりに魔力の有る無しに関わらず使用できる。
製作するには専用・汎用問わず魔晶石と呼ばれる魔力を蓄積する物質が触媒として必要となる。汎用具は機能を安定させるために専用具よりも大型の魔晶石が必要で製作工程も複雑化するため、非常に高額。ヴェンデリンが師匠の遺産の中から見つけた汎用の袋は「家一軒分の収納量」だが、ローデリヒによると約300万セントの価値がある（ライター程度の火種の魔道具でも汎用だと1000セント）。「魔道具ギルド」という研究・開発と生産を行う組織も存在しているが、技術開発の進捗は芳しくない。
古代魔法文明時代には、武器を除けば家電製品や自動車同様の扱いで民生品が多く、大規模な量販店もあった。
魔晶石
魔物の体内から得られる素材「魔石」を加工したもの。魔力を蓄積する性質があり、魔道具を作る際の重要な材料。魔法使いは予備の魔力媒体として所持しているが、通常は自分の魔力を込めたものしか使用できない。魔力質の共通化はかなり高度な魔法で使える者も少なく、同様の処理を施した魔晶石は宝飾品（指輪）として作られていたとはいえ「500万セント（5億円）」の値が付いていたが、利用可能な貴族が滅多にいないため、300万に値下げしていた。
魔法の袋（マジックバッグorマジックポーチ）
上述の通り、見た目を上回る収納力を持ち、収納した物品は時間が停止した状態となるため、生鮮食料品でも傷んだりしない効果を持つ。
倉庫に時間停止の術式のみを付加した「魔蔵庫」も存在する。
魔導飛行船
大型の魔晶石を動力とすることで飛行を可能とする乗り物。ヘルムート王国では王国直轄の大型旅客船や軍用船、商用に使われる小型船もある。作中の時代では大型の魔晶石はドラゴン等の大型魔物から手に入る「魔石」を加工するしかないため、大変貴重な乗り物。スタットブルク近郊の遺跡から未完成機も含めた魔導飛行船とその整備ドックが発見され、王国軍によって管理される。
乗り物としては自動車にあたる「魔導四輪」や、水上船としての魔導動力船も存在する。
魔導通信機
長距離通信魔法を道具化した物。据え付け式の大型から携帯式の小型まであり、リンガイア大陸内なら問題なく使用できる。古代魔法文明では一流メーカー製の高級品から類似名メーカー製の安物まであった。バウマイスター領の地下遺跡（当時の大規模量販店の倉庫）から大量に発見される。王国が買い上げて役付きの貴族を中心に貸与する。
またアーカート神聖帝国内の遺跡から通信や、飛翔・瞬間移動など長距離移動魔法を封じる魔法装置も発見されている。
極限鋼
古代文明時代に開発された合金素材。大規模建造物や相当な負荷がかかる魔導兵器に使用されていたが詳しい配合レシピが失われており、ヴェンデリンが大まかな材料から配合率を突き止めた。作中ではヴェンデリンしか精製できない希少品となっている。
駆け落ち箱
古代文明時代の伝説的付与術師・イシュルバーグ伯爵が開発した魔道具。古代文明時代に貴族の婚姻比率が低下した際に婚約者となった者同士をくっつけるために使われた。一見すると木製の小箱だが、非常に頑丈で上級クラスの魔法やオリハルコン刀・剣でも傷をつけるだけで精一杯。
この魔道具を開くと直近の男女が箱を通じて作られた仮想空間に隔離され、両者の記憶を基にした結婚生活に至る仮想体験がされる。箱の効果は1か月ほどで解けるが、仮想空間では年単位の時間が経過しており、解放された時点で完全に夫婦としての認識が成立している。一度作動した箱を開けるには表面のパーツを一定の手順で動かさなければならない。
駆け落ち箱という名称はそういう関係ではない者同士で箱に囚われてしまった者たちが、本当に駆け落ちしてしまったのと、製作者の皮肉。

魔闘流
ルイーゼの実家が属する武術流派。作中世界では魔物の存在もあり、素手の格闘技術は然して重視されていない。「魔法を使えるほどではないが、普通人よりも魔力は多い」といった人材が身体強化を絡めて戦うために編み出した武術で、初級魔法使いより少ない魔力を効率的に運用する技術に優れる。
例外的に魔法使い並みに魔力量の多い者向けの奥義も伝えられているが、それほどの魔力量の持ち主は普通は魔法使いになってしまうため、要訣の口伝と型が伝承されている。
魔物の領域
大陸中に点在する場所。山や森、平原・河川・湖沼など様々なパターンがある。内部は食物連鎖が完結しているのか、ごくわずかな例外を除き、魔物は領域の外には出てこない。領域内部に古代文明の遺跡があることも多く、魔物を始め、各種素材や発掘品を求めて冒険者が挑む場所である。
古代魔法文明で行われた大規模な実験の失敗（「大崩壊」と呼ばれる）の際に、飛び散った魔力が浸み込んだ土地に発生した。領域には「主（ぬし）」と呼ばれる魔物が存在しており、それを倒すことで領域を解放することも可能だが、主を倒すと他の魔物が四方八方に散ってしまい十分な準備なしに倒すと洒落にならない被害が出ることも多い。そのため、解放する際には多数の冒険者や、場合によっては軍隊も動員しての大規模作戦となる。よほど立地に問題がある訳でもなければ安定した狩場として維持されることが多い。
古代骨竜（アンデット・ボーン・ドラゴン）
ヴェンデリンたちが魔導飛行船で王都に向かう途中で遭遇した古代竜がアンデッド化した魔物。ヴェンデリン渾身の「聖」魔法で倒され、回収された魔石や骨は王国に15億セント（約1500億円）で買い取られた。ブランタークもまともに戦って勝てる相手ではないと言った通り、Web版で書かれたIFストーリー では大陸全土に壊滅的な被害をもたらした。
グレードグランド
王都近郊の領域・パルケニア草原の主である老地竜。以前から解放して新たな開発地とするべくアームストロング導師による調査・偵察が繰り返されていたが、ブランタークそしてヴェンデリンという強力な魔法使いが揃ったことで発動した解放作戦で退治された。売却益は3人の頭割りで1人4億5050万セント（450億5000万円）だった。
桃色カバさん
魔物ではあるが、魔物の領域以外の場所に棲み、人に危害を加えることもない。雌しか存在せず、単体で卵を産んで繁殖するが、長命で滅多に卵を産まない希少性から王国では保護動物に指定されている。
実際には保護されている理由は卵の殻が極めて希少な薬（不能治療薬）の素材となるためである。前述の通り、おとなしい習性だが、産卵直後は警戒心が強く近づく相手に色欲を喚起する精神攻撃を行う。
髪神（カミカミ）
リンガイア大陸に時折あらわれる謎の生物。
あまりに素早い動きからその姿を捉えた者はいないが、あらわれた際に撒き散らしていく体液らしき液体が強力な「発毛／育毛剤」としての効果を発揮するために噂が立つだけでも一攫千金を夢みる冒険者から「長き友の復活」を求める者たちまで、多くの人々が集まってくる伝説の存在。探索中に体液を浴びた導師は（普段の髪形は剃っているため）金髪ロン毛の仙人ヒゲになってしまい、10日ほどの間伸び続けた。一週間の張り込み探索の末、ヴェンデリンが手に入れた壺一杯（約20リットル）の体液は1人“頭”100万セント（約1億円）で販売された。

魔族／ゾヌターク共和国
リンガイア大陸の西にある異大陸に住む種族とその国家。通貨単位は「エーン」。
人間と違って魔法使いの才能が優性遺伝で受け継がれる種族であり、少なくとも中級以上の魔力と平均して250-300年という長い寿命を持つ。成長速度は人族とそう変わらないが、成人に近づくに連れて人族の基準ではほとんど変化しなくなる。人族との混血も可能だが、一代限りでハーフ同士では子供が出来ず、ハーフと人間や魔族との場合は片方の種族しか産まれない。
魔法使いとしては精神操作系の「闇」魔法を得意とするが、魔力量の割りに使える魔法は多くはなく、特に「通信」や「瞬間移動」「移築」など、希少ながらも人族には持つ者が存在する魔法を使える者がいない。前述の通り最低でも中級クラスの魔力をもつ以外に、時折魔族の中でもケタ違いの魔力をもつ者が生まれることもあり、そういった者は支配者となり「魔王」と呼ばれた時代もあったが、現在は魔道具が発展しすぎて魔力はあっても魔法を使える者が少ない。最近では種族のほとんどが趣味に埋没していて出生率も低下、少子化に悩まされている。
国の体制も硬直・停滞気味の民主制となっている。よく知らない君主制を漠然と「良くないこと」と考えていたり、経済も大企業の独占市場で、小売り業者・小規模生産業者はよほど優秀な産品か、固定客を確保していないと成り立たず、若者もその多くが就職難となっているなど、ミズホ公国や故アキツシマ共和国とは違う意味でも主人公にとっては馴染み深い存在となっている。
かつて「魔王」と呼ばれた存在の血筋は存続しているが、実権の無い名前だけの世襲名になっている。現魔王は共和国の人口減少と共に放棄された土地に失業した若者を集めて再開発し、いずれ「新ゾヌターク王国」として独立しようとしている。体裁は単なる農村復興運動のため（しかも失業していた者たちは些少ながら現金収入を得て税金も納めているので）、共和国側は何もできない。

## 作風・制作背景
作者は元々「小説家になろう」にて『ギャラクシーエンジェル』や『ゼロの使い魔』などの他作品の二次創作を書いていたが、次第にオリジナル作品にも挑戦しようと思い書き上げたのが本作である。作者によれば、物語の方向性を定めてキャラクターの配置を行ったところで、一度あらすじを書いて違和感が生じた場合にはキャラクターの入れ替えを行うという。
歴史上の偉人はどれほど天才であっても、実際は有象無象に足を引っ張られていると作者は考えていた。そして、本作の主人公はどうしても力がインフレしてしまうことから、何をやっても上手くいくわけではないことを描写するために、足を引っ張る要素が意図的に組み込まれている。
中世ヨーロッパ風の異世界転生ものになったのは作者が歴史好きだったことに起因する。また、主人公を「八男」にした理由は長男だと跡継ぎで身動きがとりづらく、次男は跡継ぎの保険、三男だとありきたりな設定などの理由により断念し、そこからさらに下げていった結果、「末広がりの八」が縁起が良いと感じ八男に決めたという。
本作では貴族の当主や政治家、聖職者など数多くの大人が登場するが、これは作者が元々社会人経験者であり、現実世界の体験が反映されている部分がある。また、登場人物の命名に関しては『銀河英雄伝説』の影響で一部の例外を除きドイツ風で統一している。

## 既刊一覧

### 小説
- Y.A（著）・藤ちょこ（イラスト） 『八男って、それはないでしょう！』 KADOKAWA〈MFブックス〉、既刊34巻（2025年5月23日現在）
  - 『八男って、それはないでしょう！ 1』、2014年4月30日初版第一刷発行（4月25日発売[15]）、ISBN 978-4-04-066719-5
  - 『八男って、それはないでしょう！ 2』、2014年7月31日初版第一刷発行（7月25日発売[16]）、ISBN 978-4-04-066924-3
  - 『八男って、それはないでしょう！ 3』、2014年10月31日初版第一刷発行（10月24日発売[17]）、ISBN 978-4-04-067133-8
  - 『八男って、それはないでしょう！ 4』、2015年1月31日初版第一刷発行（1月23日発売[18]）、ISBN 978-4-04-067356-1
  - 『八男って、それはないでしょう！ 5』、2015年6月30日初版第一刷発行（6月25日発売[19]）、ISBN 978-4-04-067696-8
  - 『八男って、それはないでしょう！ 6』、2015年9月30日初版第一刷発行（9月25日発売[20]）、ISBN 978-4-04-067785-9
  - 『八男って、それはないでしょう！ 7』、2015年12月31日初版第一刷発行（12月25日発売[21]）、ISBN 978-4-04-068020-0
  - 『八男って、それはないでしょう！ 8』、2016年4月30日初版第一刷発行（4月25日発売[22]）、ISBN 978-4-04-068183-2
  - 『八男って、それはないでしょう！ 9』、2016年8月31日初版第一刷発行（8月25日発売[23]）、ISBN 978-4-04-068461-1
  - 『八男って、それはないでしょう！ 10』、2017年2月25日初版第一刷発行（同日発売[24]）、ISBN 978-4-04-06-9087-2
  - 『八男って、それはないでしょう！ 11』、2017年6月25日初版第一刷発行（6月24日発売[25]）、ISBN 978-4-04-069274-6
  - 『八男って、それはないでしょう！ 12』、2017年12月25日初版第一刷発行（同日発売[26]）、ISBN 978-4-04-069599-0
  - 『八男って、それはないでしょう！ 13』、2018年4月25日初版第一刷発行（同日発売[27]）、ISBN 978-4-04-069868-7
  - 『八男って、それはないでしょう！ 14』、2018年8月25日初版第一刷発行（同日発売[28]）、ISBN 978-4-04-065131-6
  - 『八男って、それはないでしょう！ 15』、2018年12月25日初版第一刷発行（同日発売[29]）、ISBN 978-4-04-065389-1
  - 『八男って、それはないでしょう！ 16』、2019年3月25日初版第一刷発行（同日発売[30]）、ISBN 978-4-04-065636-6
  - 『八男って、それはないでしょう！ 17』、2019年7月25日初版第一刷発行（同日発売[31]）、ISBN 978-4-04-065907-7
  - 『八男って、それはないでしょう！ 18』、2019年12月25日初版第一刷発行（同日発売[32]）、ISBN 978-4-04-064270-3
  - 『八男って、それはないでしょう！ 19』、2020年3月25日初版第一刷発行（同日発売[33]）、ISBN 978-4-04-064539-1
  - 『八男って、それはないでしょう！ 20』、2020年7月20日初版第一刷発行（同日発売[34]）、ISBN 978-4-04-064799-9
  - 『八男って、それはないでしょう！ 21』、2020年11月25日初版第一刷発行（同日発売[35]）、ISBN 978-4-04-680010-7
  - 『八男って、それはないでしょう！ 22』、2021年4月25日初版第一刷発行（4月24日発売[36]）、ISBN 978-4-04-680392-4
  - 『八男って、それはないでしょう！ 23』、2021年8月25日初版第一刷発行（同日発売[37]）、ISBN 978-4-04-680694-9
  - 『八男って、それはないでしょう！ 24』、2021年12月25日初版第一刷発行（12月24日発売[38]）、ISBN 978-4-04-680993-3
  - 『八男って、それはないでしょう！ 25』、2022年4月25日初版第一刷発行（同日発売[39]）、ISBN 978-4-04-681355-8
  - 『八男って、それはないでしょう！ 26』、2022年8月25日初版第一刷発行（同日発売[40]）、ISBN 978-4-04-681654-2
  - 『八男って、それはないでしょう！ 27』、2022年12月25日初版第一刷発行（12月23日発売[41]）、ISBN 978-4-04-682022-8
  - 『八男って、それはないでしょう！ みそっかす 1』、2023年5月25日初版第一刷発行（同日発売[42]）、ISBN 978-4-04-682481-3
  - 『八男って、それはないでしょう！ 28』、2023年9月25日初版第一刷発行（同日発売[43]）、ISBN 978-4-04-682891-0
  - 『八男って、それはないでしょう！ みそっかす 2』、2024年1月25日初版第一刷発行（同日発売[44]）、ISBN 978-4-04-683148-4
  - 『八男って、それはないでしょう！ 29』、2024年5月24日発売[45]、ISBN 978-4-04-683626-7
  - 『八男って、それはないでしょう！ みそっかす 3』、2024年9月25日初版第一刷発行（同日発売[46]）、ISBN 978-4-04-684048-6
  - 『八男って、それはないでしょう！ 30』、2025年1月24日発売[47]、ISBN 978-4-04-684462-0
  - 『八男って、それはないでしょう！ みそっかす 4』、2025年5月23日発売[48]、ISBN 978-4-04-684811-6

台湾でも繁体字版が台湾角川から発売されている。

### 漫画
楠本弘樹による『八男って、それはないでしょう！』と、ばにら棒による『八男って、それはないでしょう！〜はじまりの物語〜』が、共に『カドコミ』にて連載。前者は2015年4月より連載開始。後者は2019年12月から2020年11月まで連載され、楠本版ではダイジェストだっバウマイスター騎士爵領でのエピソードをコミカライズしている。また、ながをによって番外編の『八男って、それはないでしょう！ みそっかす』がカドコミ・ニコニコ静画内の『電撃マオウ』にて2025年4月から連載。
- Y.A（原作）・藤ちょこ（キャラクター原案）・楠本弘樹（漫画） 『八男って、それはないでしょう！』 KADOKAWA〈MFC〉、既刊15巻（2025年1月23日現在）
  1. 2015年9月30日初版第一刷発行（9月19日発売[50]）、ISBN 978-4-04-067796-5
  2. 2016年3月31日初版第一刷発行（3月22日発売[51]）、ISBN 978-4-04-068150-4
  3. 2016年11月21日初版第一刷発行（同日発売[52]）、ISBN 978-4-04-068664-6
  4. 2017年7月22日初版第一刷発行（同日発売[53]）、ISBN 978-4-04-069257-9
  5. 2018年3月22日初版第一刷発行（同日発売[54]）、ISBN 978-4-04-069696-6
  6. 2019年1月23日初版第一刷発行（1月21日発売[55]）、ISBN 978-4-04-065197-2
  7. 2019年12月23日初版第一刷発行（同日発売[56]）、ISBN 978-4-04-064207-9
  8. 2020年4月23日初版第一刷発行（同日発売[57]）、ISBN 978-4-04-064468-4
  9. 2021年1月22日初版第一刷発行（同日発売[58]）、ISBN 978-4-04-680049-7
  10. 2021年9月22日初版第一刷発行（9月21日発売[59]）、ISBN 978-4-04-680807-3
  11. 2022年5月23日初版第一刷発行（同日発売[60]、ISBN 978-4-04-681386-2
  12. 2023年1月23日発売[61]、ISBN 978-4-04-682077-8
  13. 2023年9月22日発売[62]、ISBN 978-4-04-682810-1
  14. 2024年5月23日発売[63]、ISBN 978-4-04-683581-9
  15. 2025年1月23日発売[7]、ISBN 978-4-04-684389-0
- Y.A（原作）・藤ちょこ（キャラクター原案）・ばにら棒（漫画） 『八男って、それはないでしょう！〜はじまりの物語〜』KADOKAWA〈MFC〉、既刊2巻（2020年11月21日現在）
  1. 2020年3月23日初版第一刷発行（同日発売[64]）、ISBN 978-4-04-064474-5
  2. 2020年11月21日初版第一刷発行（同日発売[65]）、ISBN 978-4-04-064755-5

## ドラマCD
2017年2月24日に『八男って、それはないでしょう！10.5 ドラマCDブックレット』（YMZN-1061）が発売された。
キャスト
- ヴェンデリン - 寺島拓篤[66]
- エリーゼ - 早見沙織[66]
- エルヴィン - 森久保祥太郎[66]
- イーナ - 松井恵理子[66]
- ルイーゼ - 今井麻美[66]
- イヌー - 真田侑[66]

## テレビアニメ
2018年12月にアニメ化企画進行中であることが発表され、2020年4月から6月までAT-Xほかにて放送された。2020年8月26日に全12話を収録したBlu-ray BOXが発売された。

### スタッフ
- 原作 - Y.A[70]
- 原作企画 - フロンティアワークス[71]
- キャラクター原案 - 藤ちょこ[70]
- 監督 - 三浦辰夫[70]
- シリーズ構成 - 宮本武史[70]
- キャラクターデザイン - 田辺謙司[70]
- 色彩設計 - 金丸ゆう子[71]
- 美術監督 - 松本浩樹[71]
- 撮影監督 - 岸克芳[71]
- 編集 - 三宅圭貴[71]
- 音響監督 - 菊池晃一[72]
- 音楽 - カテリーナ古楽合奏団、関美奈子[72]
- 音楽プロデューサー - 石川吉元[71]
- 音楽制作 - フライングドッグ[72]
- プロデューサー - 黒澤典弘、成田明浩、廣川浩二、菊島憲文、森田大二朗、伊藤将生、安口晴悟、見市敏之、尾形光広[71]
- アニメーションプロデューサー - 三浦俊一郎[71]
- 制作協力 - SynergySP
- 制作 - シンエイ動画
- 製作 - 「八男って、それはないでしょう！」製作委員会

### 主題歌
「時空の迷い人」
デーモン閣下 × 宝野アリカによるオープニングテーマ。作詞はデーモン閣下と宝野の共作で、作曲はデーモン閣下、編曲はAnders Rydholm。
「月明かりのMonologue」
AKINO arai × AKINO from bless4によるエンディングテーマ。作詞・作曲・編曲はMotokiyo、ストリングスアレンジはTomoki Kikuya。

### 各話リスト
| 話数   | サブタイトル                         | 脚本              | 絵コンテ     | 演出              | 作画監督                                  | 総作画監督                   | 初放送日      |
| ------ | ------------------------------------ | ----------------- | ------------ | ----------------- | ----------------------------------------- | ---------------------------- | ------------- |
| 第1話  | 八男って、それはないでしょう！       | 宮本武史          | 三浦辰夫     | 三浦辰夫 金田貞徳 | 萩原しょう子 槙田一章 反町司              | 田辺謙司                     | 2020年 4月2日 |
| 第2話  | お家騒動って、それはないでしょう！   | 宮本武史          | 三浦辰夫     | 三浦辰夫 金田貞徳 | 寿門堂                                    | 萩原しょう子 槙田一章 反町司 | 4月9日        |
| 第3話  | ボッチって、それはないでしょう！     | 宮本武史          | 杉島邦久     | 金田貞徳          | 萩原しょう子 槙田一章 反町司              | -                            | 4月16日       |
| 第4話  | しがらみって、それはないでしょう！   | 宮本武史          | 三浦辰夫     | 金田貞徳          | 萩原しょう子 槙田一章 反町司 鷲田敏弥     | -                            | 4月23日       |
| 第5話  | 政略結婚って、それはないでしょう！   | 宮本武史          | 緒方隆秀     | 緒方隆秀          | 田辺謙司                                  | -                            | 4月30日       |
| 第6話  | 弾丸出張って、それはないでしょう！   | 宮本武史          | 奥村よしあき | 金田貞徳          | 寿門堂 Jumondou Seoul                     | 萩原しょう子 槙田一章 反町司 | 5月7日        |
| 第7話  | 魔法禁止って、それはないでしょう！   | 宮本武史 吉崎崇二 | 奥村よしあき | 中村近世 南康宏   | 吉田翔太 杉田葉子 たかはしなぎさ 永田善敏 | -                            | 5月14日       |
| 第8話  | 死亡説って、それはないでしょう！     | 宮本武史 吉崎崇二 | 三浦辰夫     | 金田貞徳          | 寿門堂                                    | 萩原しょう子 槙田一章 反町司 | 5月21日       |
| 第9話  | 嫌われ者って、それはないでしょう！   | 宮本武史          | 杉島邦久     | 金田貞徳          | 萩原しょう子 槙田一章 反町司              | -                            | 5月28日       |
| 第10話 | クレーマーって、それはないでしょう！ | 宮本武史          | 北村真咲     | 山口美浩          | 寿門堂                                    | 萩原しょう子 反町司          | 6月4日        |
| 第11話 | 板挟みって、それはないでしょう！     | 宮本武史          | 緒方隆秀     | 緒方隆秀          | 田辺謙司                                  | -                            | 6月11日       |
| 第12話 | 八男って、それもありでしょう！       | 宮本武史          | 杉島邦久     | 金田貞徳          | 萩原しょう子 槙田一章 反町司              | 田辺謙司                     | 6月18日       |

### 放送局
| 放送期間                | 放送時間                     | 放送局         | 対象地域 | 備考                                 |
| ----------------------- | ---------------------------- | -------------- | -------- | ------------------------------------ |
| 2020年4月2日 - 6月18日  | 木曜 21:00 - 21:30           | AT-X           | 日本全域 | CS放送 / 字幕放送 / リピート放送あり |
|                         | 木曜 22:30 - 23:00           | TOKYO MX       | 東京都   |                                      |
| 2020年4月3日 - 6月19日  | 金曜 0:30 - 1:00（木曜深夜)  | BS11           | 日本全域 | BS放送 / 『ANIME+』枠                |
|                         | 金曜 2:00 - 2:30（木曜深夜） | J:COMテレビ    | 日本国内 | CATV / 『アニおび』枠                |
| 2020年5月24日 - 8月15日 | 日曜 2:10 - 2:40 (土曜深夜)  | 福島中央テレビ | 福島県   |                                      |

| 配信開始日    | 配信時間               | 配信サイト |
| ------------- | ---------------------- | --- |
| 2020年4月2日  | 木曜 22:30 - 23:00     | ABEMA |
| 2020年4月7日  | 火曜 23:00 更新        | dアニメストア U-NEXT アニメ放題 Netflix Amazonプライム・ビデオ J:COMオンデマンド TELASA みるプラス auスマートパスプレミアム ひかりTV アニマックスオンデマンド アニマックスプレミアムVO GYAO! FOD Hulu ニコニコチャンネル バンダイチャンネル ビデオマーケット music.jp DMM.com GYAO!ストア ココロビデオ ムービーフルPlus TSUTAYA TV Rakuten TV HAPPY!動画 PlayStation Store ふらっと動画 Google Play ビデックスJP あにてれ |
|               | 火曜 23:30 - 金曜 0:00 | ニコニコ生放送 |
| 2020年4月14日 | 火曜 23:00 更新        | Paravi |

### WEBラジオ・動画生番組
Webラジオステーション【ラジ友】、ニコニコチャンネル「八男って、 それはないでしょう！」宣伝番組チャンネル、YouTube「八男って、 それはないでしょう！」宣伝番組チャンネルにて配信。
Webラジオ：【八男って、それはラジオでしょう！】（通称：はちらじ）
2020年2月13日 - 9月3日、全14回
パーソナリティ：西明日香（エリーゼ役）、小松未可子（イーナ役）、三村ゆうな（ルイーゼ役）、
各回の欠席者
第1回・第6回・第10回・第11回・第13回：三村ゆうなが欠席
第7回・第9回・第12回・第11回：小松未可子が欠席　
ゲスト
第5回・第11回：榎木淳弥（ヴェンデリン役）がゲスト出演
第8回：M・A・O（ヴィルマ役）ゲスト出演
動画生番組：【八男って、それは生でしょう！】（通称：はちなま）
2020年2月19日 - 9月3日、全3回
パーソナリティ：西明日香（エリーゼ役）、小松未可子（イーナ役）、三村ゆうな（ルイーゼ役）
各回の欠席者
第1回：西明日香が欠席
第2回：小松未可子が欠席
ゲスト
第2回：下野紘（エルヴィン役）がゲスト出演

## ゲーム

### スマートフォンアプリ
『八男って、それはないでしょう！〜もう一人の転生者〜』が、ビジュアライズにより2020年5月28日からAndroid用、同5月29日よりiOS用ゲームとして配信を開始した。ジャンルはRPG。2021年5月24日にサービス終了。

### オンラインゲーム
『八男って、それはないでしょう！〜ヘルムート王国の冒険者たち〜』が、フロンティアワークスにより2020年4月2日からPBW形式のブラウザゲームとして運営を開始した。テレビアニメと連動したクエスト等でプレイヤー自身がヘルムート王国の国民となって冒険譚を紡ぐRPGとなっていて、三千界のアバターの1コンテンツとして括られている。
『八男ってそれはないでしょう！〜アンサンブルライフ〜』が、CTWにより2020年9月11日からHTML5のブラウザゲームとして運営を開始した。放置型のMMORPG。